# Panavia Tornado
A Panavia Tornado kéthajtóműves, szuperszonikus, változtatható szárnynyilazású harci repülőgép, melyet az Egyesült Királyság, Nyugat-Németország és Olaszország közösen fejlesztett ki az 1970-es évek elején. A típust három változatban gyártották: vadászbombázó (Tornado IDS (Interdictor/Strike)), elfogóvadász (Tornado ADV (Air Defence Variant, a britek önállóan fejlesztették ki F jelzéssel, később Szaúd-Arábia és Olaszország is alkalmazta), valamint egy felderítő-elektronikai-zavaró változat (Tornado ECR (Electronic Combat/Reconnaissance). Legelső, komoly bevetésére a „Sivatagi vihar” hadműveletben került sor, ahol ismét felszínre kerültek a típus hiányosságai: precíziós csapásmérő képesség elégtelensége (a RAF gépeinek a Buccaneer-ek jelölték meg a célokat), az RB.199 hajtóművek gyakori meghibásodása. Azonban harcértékét bizonyította, 1991 óta folyamatos a korszerűsítése. Ennek köszönhetően napjainkban is magas harcértéket képvisel, jelentős fegyverterheléssel, hatósugárral és harci sérülésállósággal rendelkezik. A nemzetközi piacon azonban mégsem volt sikeres a típus, ugyanis a piaci telítettség már fejlesztése idején is jellemző volt: F–5, F–16, MiG–21 és a francia Mirage-típusok (Mirage F1, Mirage 2000) mellett szárnya szerkezeti bonyolultságából eredő költséges fenntarthatósága nem tette lehetővé az érvényesülést, de leginkább „egyfeladatúsága” csökkentette az érdeklődést iránta. A csapásmérő és légvédelmi feladatkörök külön repülőgépeket igényelnek: míg az IDS és ECR-gépek egymást részben felválthatják, az F-változat rendszerei kizárólag légtérvédelemre specializáltak. A három fejlesztőn kívül mindössze Szaúd-Arábia mint brit érdekeltség rendszeresítette. Mégis, Guy Martin szerint „Több mint egy negyedszázada [...] Nyugat-Európa legfontosabb katonai repülőgépe”. „Népszerűségét” azonban a négy európai ország által fejlesztett váltótípus, az Eurofighter Typhoon lassan átveszi, noha a Tornado GR, ECR és IDS altípusait a brit, a német és olasz légierők többszöri modernizálás után a 2020-as évtized közepén fogják csak kivonni.

## Történet

### Fejlesztés
Az 1960-as években a repülőgép tervezők figyelme a változtatható nyilazású szárnymegoldások felé kezdett fordulni. Minden fejlesztés célja egy sokoldalú, többcélú repülőgéptípus megtervezése volt, amely képes a repülési sebesség bármely elérhető tartományában optimális szárnyformációt felvenni. A brit-francia közös projekt, az AFVG (Anglo French Variable Geometry) 1965-ben indult, amely végül szűk két év múlva megszakadt a franciák 1967-es kilépésével. 1968-ban az NSZK, Hollandia, Belgium, Olaszország és Kanada is érdeklődését mutatta ki a projekt iráni, ugyanis az elavulófélben levő F–104 Starfighter utódjára és az akkor nyilvánosságra hozott szovjet MiG–23-ra választ kívántak találni. A közös programot Multi Role Aircraft-nek (MRA), később Multi Role Combat Aircraft-nek (MRCA) nevezték el. A britek 1968-ban csatlakoztak az MRCA-hoz, és egy memorandumban szövetkezett az NSZK-val és Olaszországgal.
A program első szakaszában előirányozta egy együléses vadászváltozat megtervezését az F–104G-k pótlására, illetve egy kétüléses csapásmérő változatot Nagy-Britannia és az NSZK számára. Kanada és Belgium 1969-ben kivonult a programból. A négy megmaradt fejlesztő ország – Egyesült Királyság, Hollandia, NSZK, Olaszország – 1969. március 26-án megalapította a Panavia Aircraft GmbH vegyesvállalatot, amelyből 1970-ben a hollandok is távoztak. Ezt követően a tulajdoni arány 42,5–42,5–15%-ban oszlott meg a britek (BAC), az NSZK (MBB) és az olaszok (Aeritalia) között. A kivitelezési munka fázisait az alábbiak szerint osztották meg: a britek feleltek a sárkány mellső szekciójáért és a farok összeszereléséért, a törzsközép szekciót a németek szerelték össze, a szárnyfeleket pedig az olaszok. A három fejlesztő megalakította a NAMMO-t (NATO MRCA Management Organisation), melynek adminisztrációs részlege a NAMMA (NATO MRCA Management Agency) lett. 1970 júniusában megalakult a többnemzetiségű Turbo-Union, amely a gázturbinás sugárhajtómű fejlesztését végezte, amely az RB.199 típusjelet kapta. A Turbo-Union-ban 40%-ot vállalt a Rolls-Royce, 40%-ot az MTU Aero Engines, és 20%-ot az FIAT.
1970 májusára a fejlesztési koncepciók is kialakultak: az együléses változat a Panavia 100, a kétüléses pedig a Panavia 200 fejlesztési néven folytatódott. Előbbit az NSZK, utóbbit a RAF támogatta. 1971 szeptemberében a három védelmi hivatal aláírta a szándéknyilatkozati okmányokat (Intention to Proceed, ITP). Ekkor már az együléses változat nem szerepelt a fejlesztési tervek között, mint alacsonytámadó feladatkört szabták ki a fejlesztésnek. Azonban a RAF-nak szüksége volt egy légvédelmi feladatkörre felkészített típusváltozatra, az English Electric Lightning leváltására, ezért vállalta az ADV (Air Defence Variant) kifejlesztését.
Az RB.199 prototípusát 1972-ben indították be először, 1977 februárjában kezdték meg a sorozatgyártást, amit a Turbo-Union és a NAMMA kötött meg 400 db-ról.

### Prototípusok
Kilenc prototípus épült. Az első repülőgépet 1973. november 12-én vontatták ki a manchingi összeszerelő üzemből. A kilenc gép a P.01–09 jelöléseket kapta: 4 darabot a britek, 3 darabot a németek és 2 darabot az olaszok kaptak (X-586 (8.), X-587 (9.)).
Egy újabb, 10. példányt statikus szerkezeti teszteknek vetettek alá, amelyet az Egyesült Királyságban végeztek el.
Továbbá 6 darab nullsorozatot építettek meg: 2 darabot a britek, 3 darabot a németek és 1 darabot az olaszok kaptak. 1978 januárjában 5 db német lajstromú nullsorozat-gép volt látható: 98+01 (később átalakították és a 98+04 lajstromot kapta), 98+02 (az elősorozat 13. gépe), 98+03, 98+05, 98+06.

### Gyártás

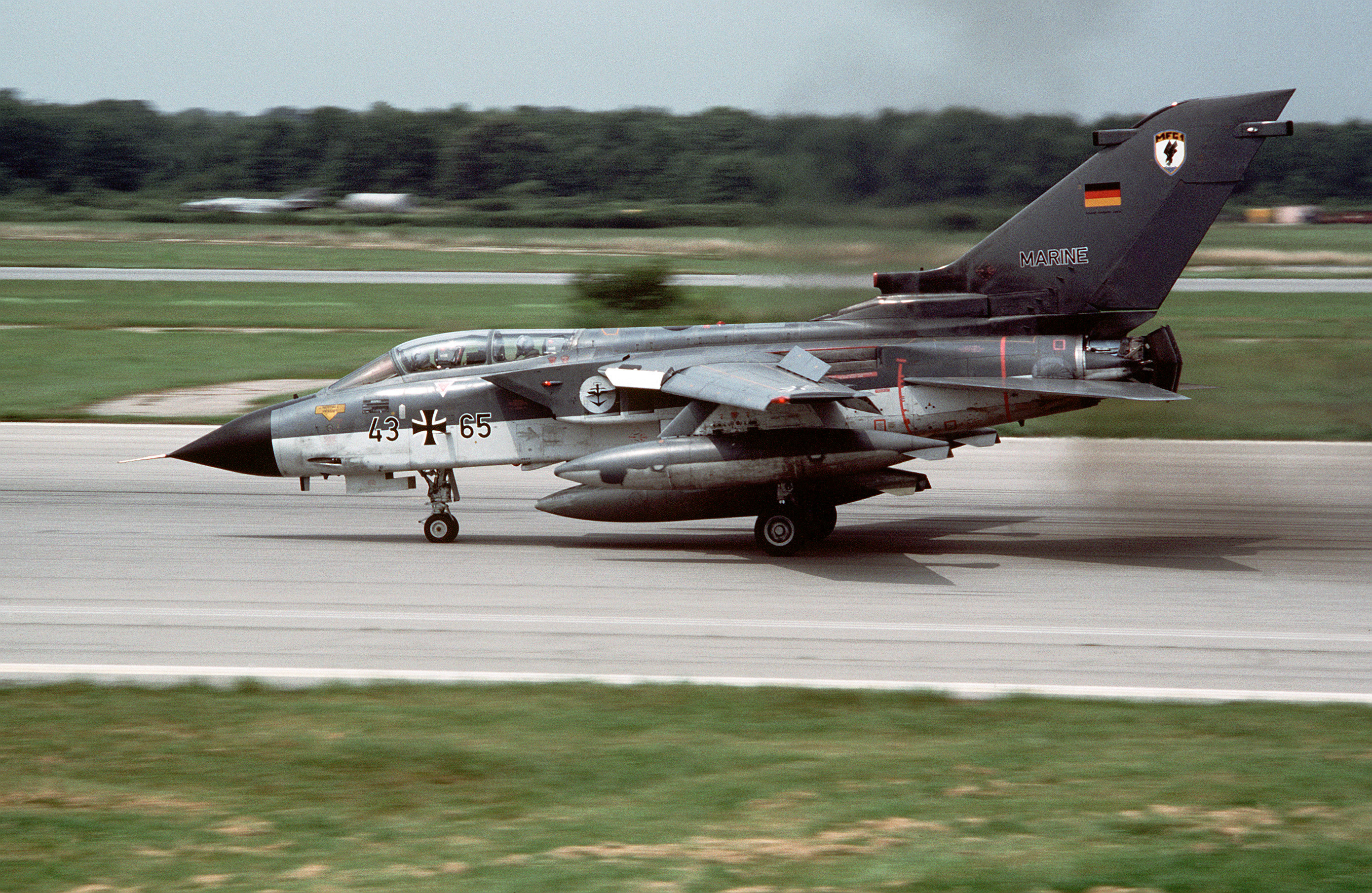
Az MFG 1 43+65-ös IDS-gépe leszállás közben a RAF Mildenhall-on 1984-ben. Jól megfigyelhető a kitérített két sugárfék és a kilépő fekete gázkorom, a teljesen lehajtott orrsegéd- és fékszárny, a felfelé kihajtott áramlásrontó féklapok, valamint a teljesen kihajtott Krüger-féklap a belépőél előtt

A típusból a fejlesztők összesen 809 db-ot rendeltek meg (805 db új építésű és 4 db a nullsorozatból átépítve).
- 324 db-ot az NSZK (ebből 212 db-ot a Luftwaffe, 112 db-ot a Marineflieger részére),
- 100 db-ot Olaszország (mind IDS) és
- 385 db-ot az Egyesült királyság (ebből 220 db GR.1 és 165 db ADV/F.2, mind a RAF részére).[3]

Altípusok szerint: 9 db prototípus, 1 db statikus-teszt példány, 6 db nullsorozat (amelyből 4 db később sorozatpéldány lett), 644 db IDS és 165 db ADV. Összesen 821 darab épült.
Üzemeltetés szerint 671 darab harci és 138 darab kétkormányos kiképző változat épült. Utóbbi teljes harcértékű, a típusjelben egy (T)-vel jelölik (IDS(T) és GR.1(T)).
Az első gyártási sorozatra (Batch 1) a megrendelést 1976. július 29-én írták alá. Az első gép a RAF-hoz majd' három évvel később érkezett meg, 1979. június 5-én, a Luftwaffe-hez pedig másnap, június 6-án. 1981. január 29-én megalakították a „Háromnemzetiségű Tornado Kiképző Testület”-et (Tri-national Tornado Training Establishment, TTTE), RAF Cottesmore központtal. Az első olasz Tornado még ugyanezen év szeptember 25-én érkezett meg Olaszországba.
A gyártás 1988-ban fejeződött be, a legutolsó gépet a British Aerospace (BAe) végszerelte és 1988. szeptember 24-én lett készen a Szaúdi Királyi Légierő számára.
A tornado-data.com weboldal ettől eltérő adatokat közöl:
- 10 darab prototípus épült, melyből 4 darab GR, 1 darab GR(T), 3 darab német és 2 olasz IDS.
- 9 darab elősorozat épült, melyből 2 darab GR, 2 darab ADV, 1 darab ADV(T), 3 darab német és 1 olasz IDS.
- A RAF részére – 5 prototípus és az 5 elősorozaton kívül – 6 sorozatban 178 darab GR, 5 sorozatban 50 darab GR(T), 4 sorozatban 127 darab ADV és 4 sorozatban 51 darab ADV(T) épült. Összesen 228 darab GR és 178 darab ADV (406 darab + 10 darab).
- Az NSZK részére – 3 prototípus és a 3 elősorozaton kívül – 7 sorozatban 290 darab IDS és 6 sorozatban 67 darab IDS(T) épült. Összesen 357 darab IDS (363 darab).
- Olaszország részére – 2 prototípus és az 1 elősorozaton kívül – 4 sorozatban 82 darab IDS és 3 sorozatban 17 darab IDS(T) épült. Összesen 99 darab IDS (102 darab).
- Szaúd-Arábia részére 3 sorozatban 82 darab IDS, 2 sorozatban 14 darab IDS(T) és 1 sorozatban 24 darab ADV épült. Összesen 96 darab IDS és 24 darab ADV (120 darab).

A táblázatuk szerint összesen 1001 darab Tornadot épített a konzorcium a négy megrendelő országnak.

## Szerkezeti felépítés
A típus nagy mértékben fém építésű, félhéjszerkezetű, hagyományos aerodinamikai elrendezésű, változtatható szárnynyilazású vállszárnyas, hermetikus pilótafülkével és katapultülésekkel felszerelt, behúzható tricikli-elrendezésű futóművel, 2 darab kétáramú gázturbinás sugárhajtóművel és beépített légi utántöltő berendezéssel rendelkező, szuperszonikus sebességre képes harcászati repülőgép.

### Sárkány

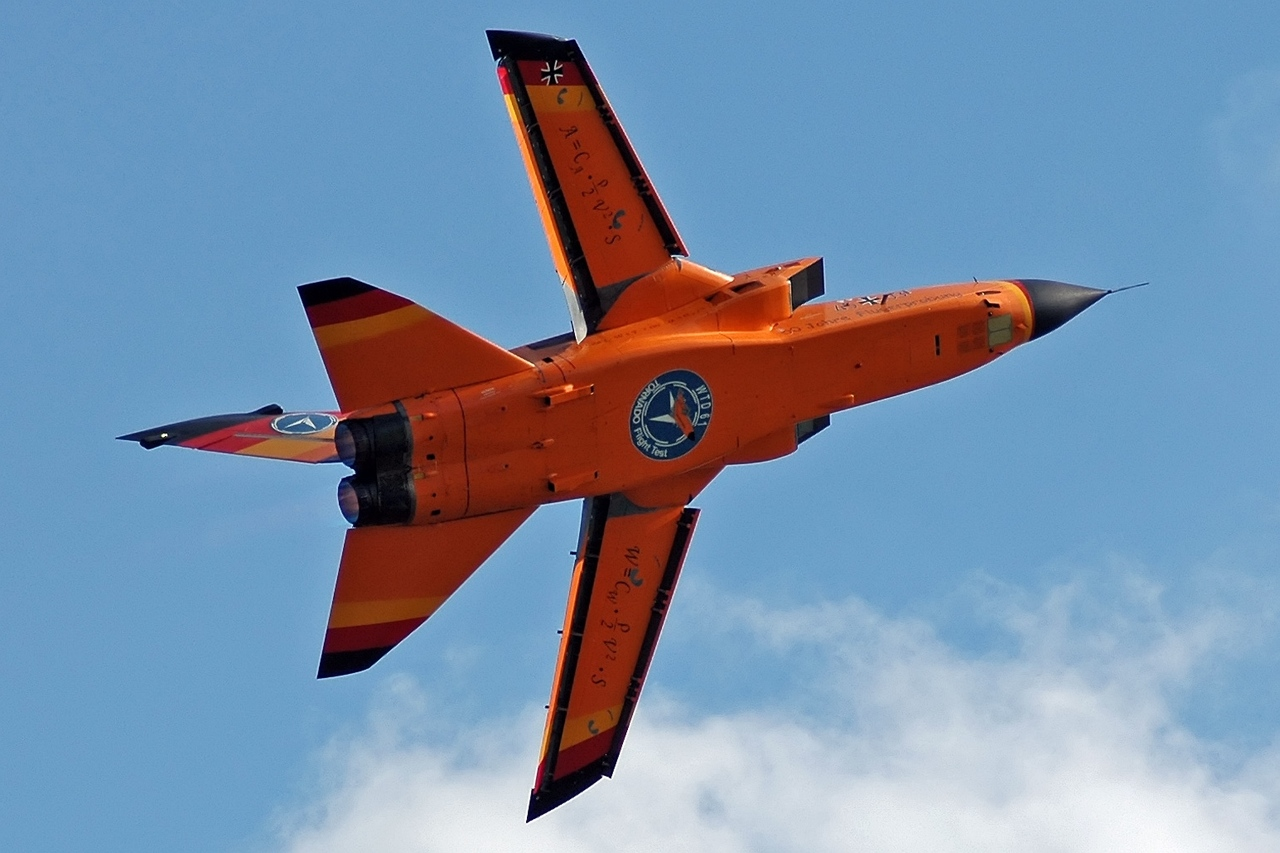
Egy ünnepi festésű német Tornado IDS. Látható a négyszögletes orr-rész, a törzsközép szekció kiszélesedése, a félszárnyak kialakítása, a leeresztett orrsegédszárnyak és a fékszárnyak, valamint a vízszintes vezérsíkok belépő éleinek törése

### Szárny és vezérsíkok

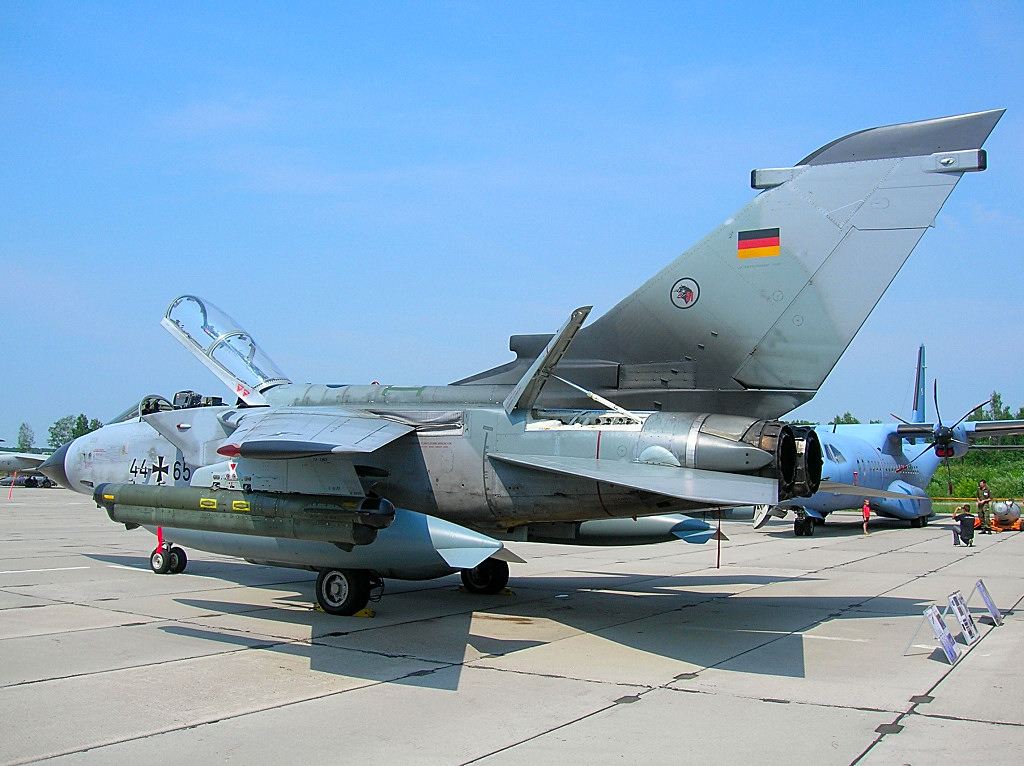
Az AG 51 44+86-os IDS-e kinyitott törzsféklappal

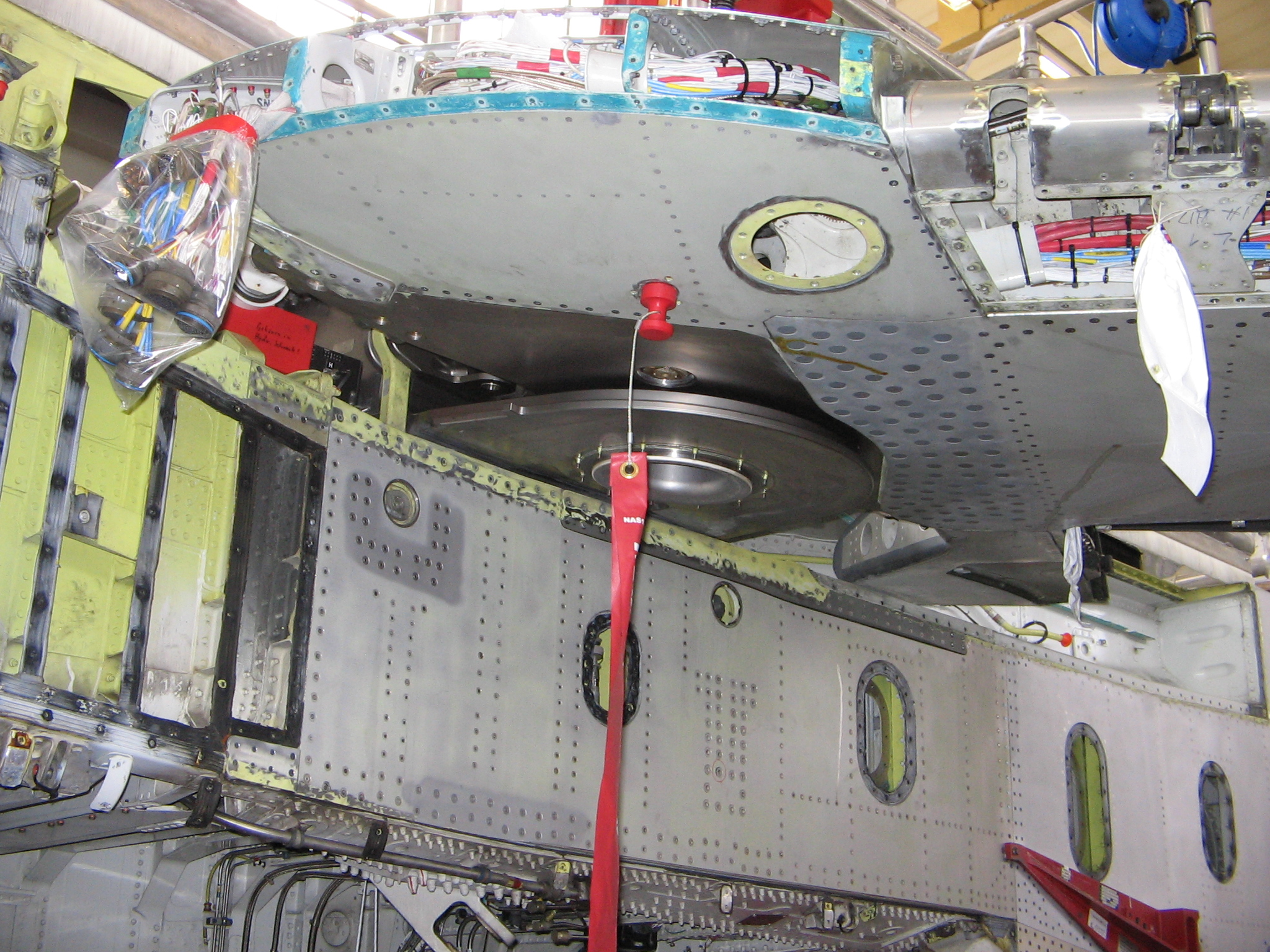
A Tornado-k bal szárnyfeleinek törzsbekötése és forgócsapja

A típus szárnyfelei 1-1 darab nagy keménységű acélötvözet-csap körül forognak. A forgató mechanizmus hidraulikus, számítógép szabályozza az adott sebességtartomány és a gázkarállás szerint.
Az orrsegédszárnyak menetesszárakon, ívpályán buknak előre, villanymotorok segítségével, egy fokozatban (24° 30' állásszöggel). A szárnytőrészekben elhelyezett (IDS) Krüger-féklapok 116° 30' állásszögben nyithatóak ki. Ezt rendszerint csak leszálláskor alkalmazzák. A kilépőéleknél elhelyezett fékszárnyak két fokozatban, 35° és 50°-ban nyithatóak. A törzsféklapok a sebesség függvényében nyithatóak ki: Mach 0,82-ig 50°-ban, 0,82–0,85 között 45°-ban, 0,85–0,89 között 40°-ban, 0,89–0,92 között 35°-ban, 0,92–1,15 között 30°-ban, 1,15–1,45 között 22,5°-ban és 1,45 felett 15°-ban.

### Hajtóművek

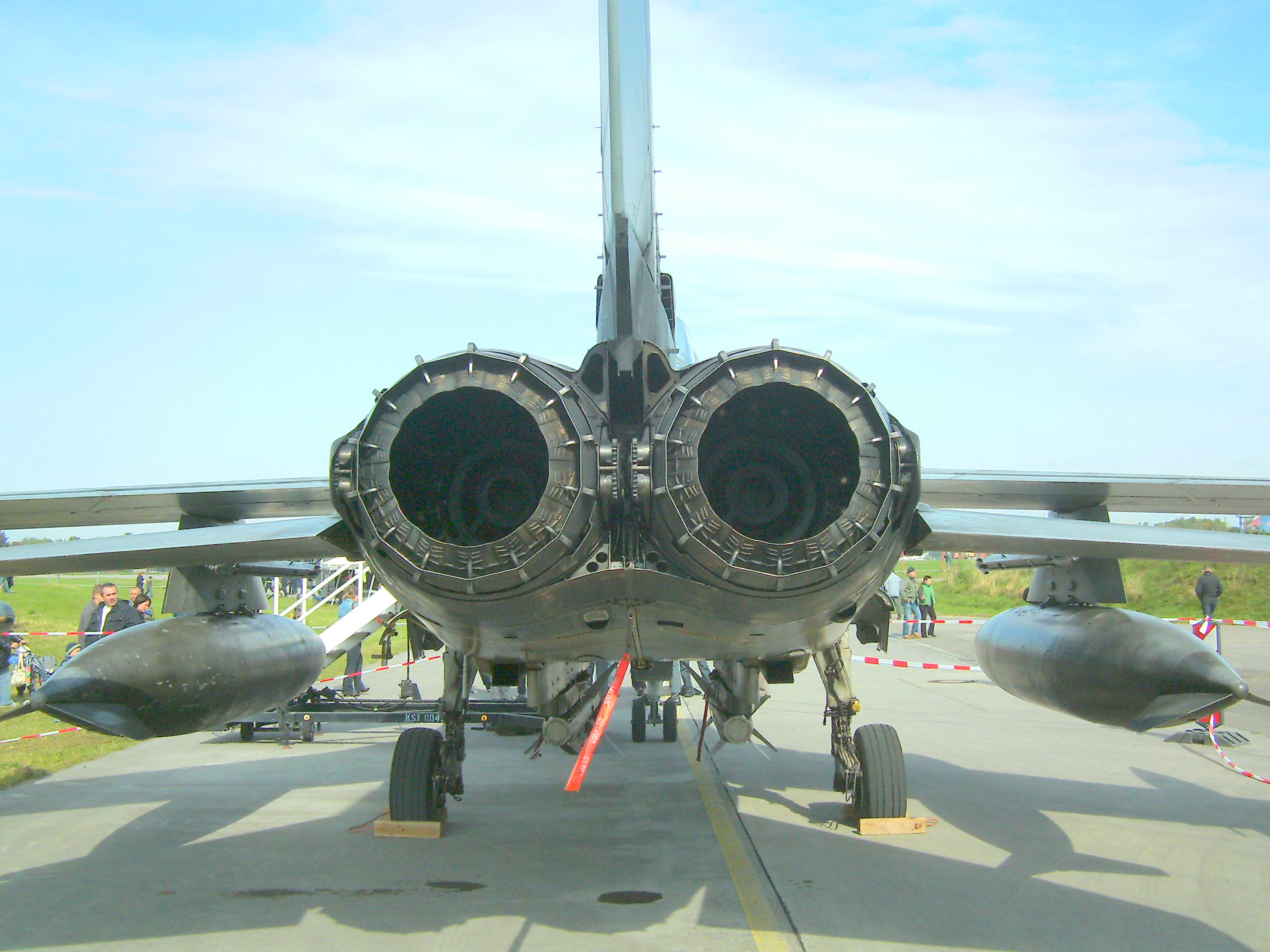
Az RB.199 hajtóművek gázsebesség-fokozói és a sugárfékfordító mechanizmus fogaskerék-párjai

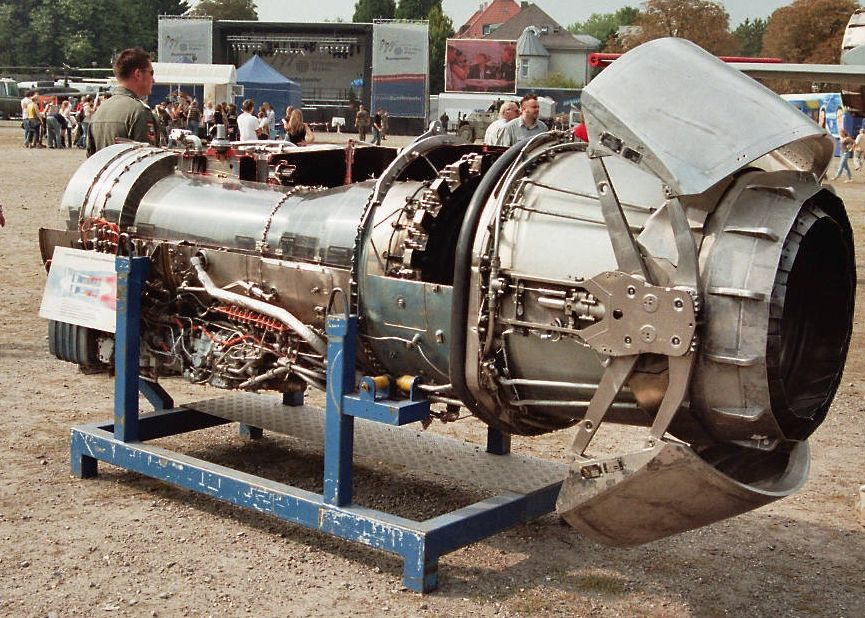
RB.199 hajtómű kinyitott sugárterelőkkel

- RB.199–103: Az IDS változatok hajtóműve. Tolóereje 40,5 kN/71,2 kN
- RB.199–34R–104: Az F.3-asok hajtóműve. Tolóereje 40,5 kN/73 kN
- RB.199–105 - Az ECR változatok hajtóműve, de alkalmazzák IDS-ekben is. Tolóereje 42,5 kN/74,3 kN.

### Belső tüzelőanyag rendszer

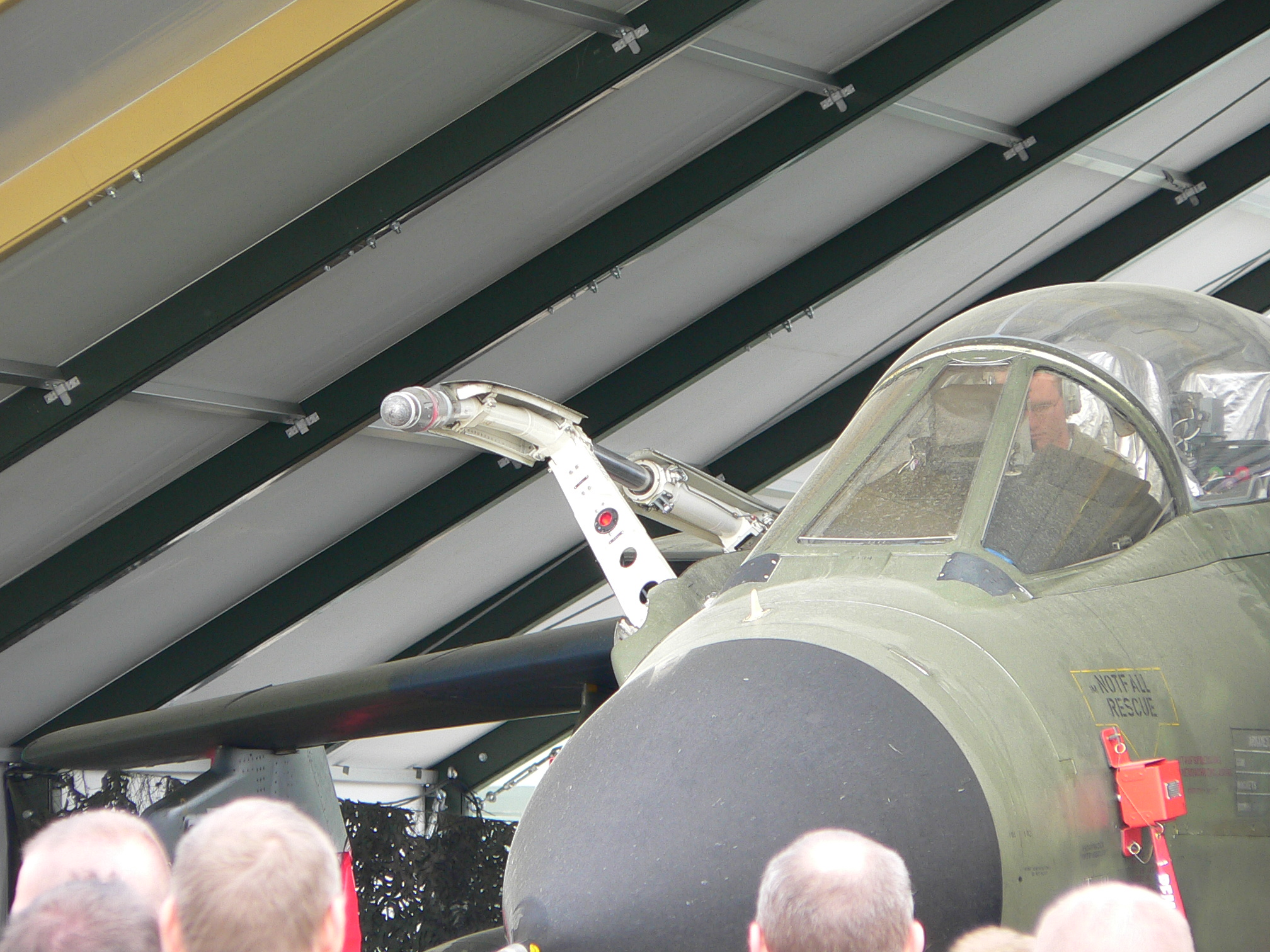
Egy német Tornado IDS kinyitott légiutántöltő csöve

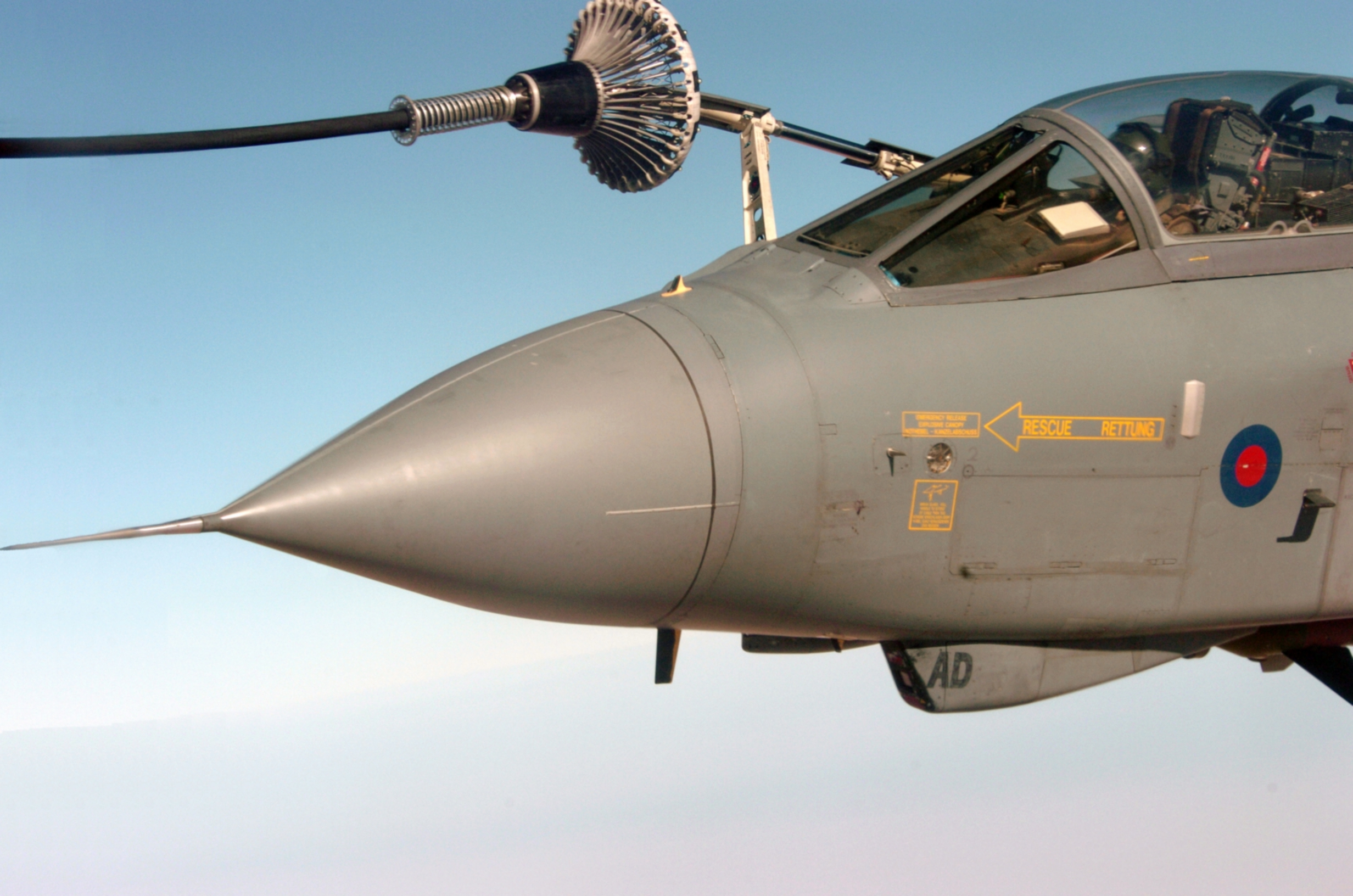
Egy RAF GR.4 kerozint vesz fel egy brit VC–10-ből. Jól láthatóak a szélvédő előtti jégtelenítő nyílások

Az IDS altípusnak összesen 18 darab belső tartálya van, 4289 kg-nyi hasznos térfogattal: 1a (331 kg), 1b (581 kg), 1c (323 kg), 2 (309 kg), 3 (132 kg), 4 (97 kg), 5 (293 kg), 6 (336 kg), 7 (63 kg), 8 (59 kg), 9 (217 kg), 10 (229 kg), 11 (307 kg), 12 (139 kg), 13 (138 kg), 14 (16 kg), szárnytartályok (279 kg), faroktartály (440 kg).
Ezen kívül függesztményként hordozhat a szárnyfelek belső, illetve a törzs alatti három felfüggesztő pilonjain is egyidejűleg póttartályokat.
Az ADV altípusok (F.2/.3) belső kapacitását növelték egy „O” tartállyal, amit a pilótafülke és a mellső törzstartály csoport elé építettek be. Ennek kapacitása 909 liter (200 birodalmi gallon, 240 US gallon). Ezek az altípusok azonban nem hordozhattak törzsközépi póttartályt.

## Avionika és fegyverrendszer

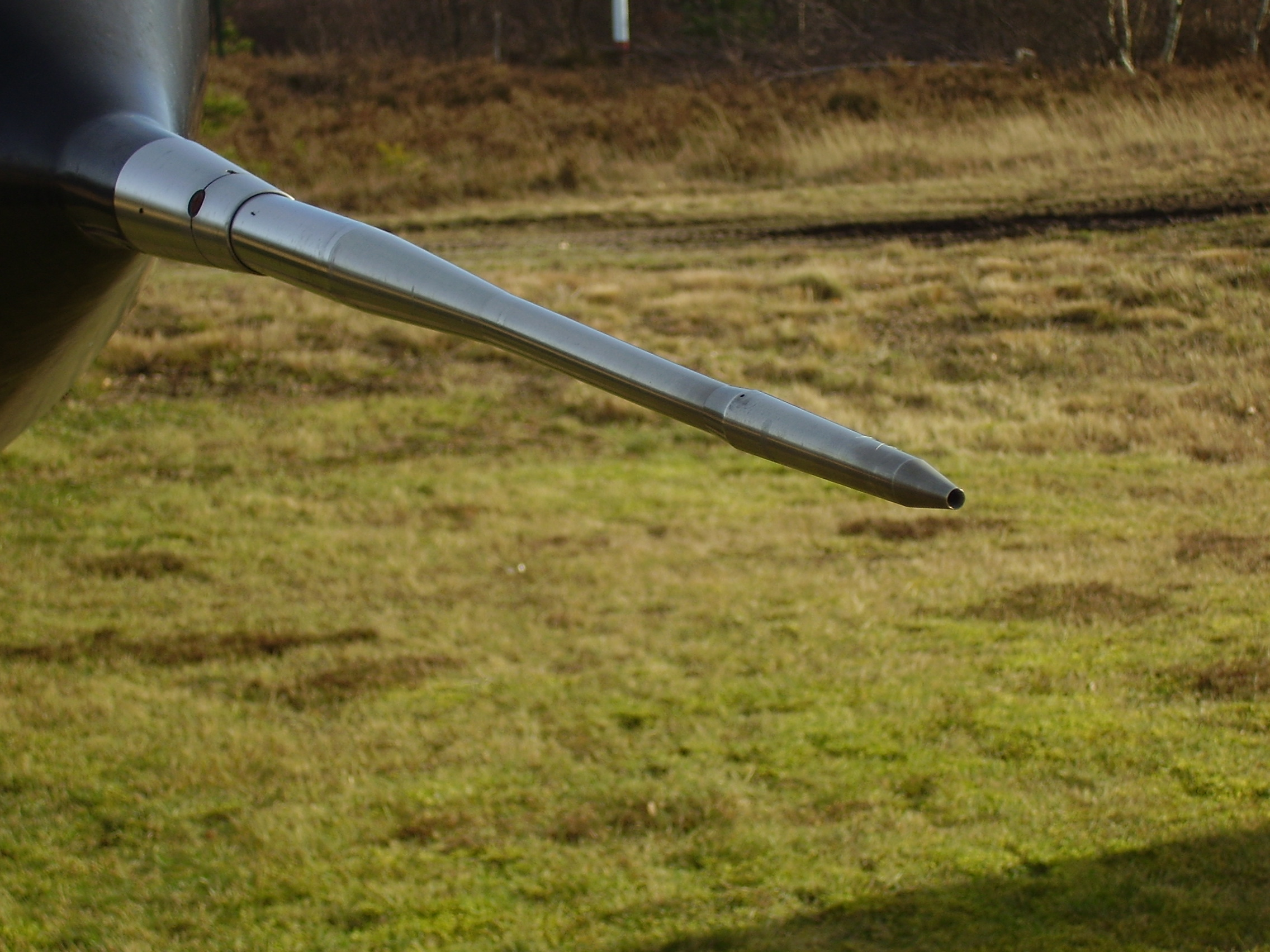
A 45+30-as német IDS Pitot-csöve

### Fegyverzet
A gép mindegyik felfüggesztő csomópontja azonos mértékben terhelhető, egyenként 9000 kg (19 800 font) teherbírásúak.
- Légiharc-rakéták:
  - AIM–9 Sidewinder
  - AIM–2000 IRIS–T
  - AIM–132 ASRAAM
  - AIM–120 AMRAAM
  - Skyflash

Csak a szárnybelső felfüggesztőkre szerelhetőek (2-2 db), illetve a Skyflash-ből/AMRAAM-ból 4 db-ot a törzs alatt csak az ADV-k hordozhatnak, egy speciális bölcsőben a törzsbe süllyesztve félig, indításkor pedig egy speciális katapult rendszer biztosítja a rakéták biztonságos eltávolodását a repülőgép törzsétől.
Beépített csöves tűzfegyvere a Mauser BK 27mm gépágyú. Az IDS változatok 2db beépített gépágyúval készültek, az ADV változatból és a GR4 változatból a bal oldali gépágyút elhagyták. A német ECR változatok és az angol GR1A felderítő gépek pedig gépágyúk nélkül kerültek leszállításra, így biztosítva helyet a plusz elektronikai eszközöknek.
- Radarromboló rakéták:
  - AGM–88 HARM: csak az IDS és ECR altípusok alkalmazhatják, egyszerre max. 4 darabot hordozhat a törzs alatti külső és a szárnybelső pilonokon.
  - ALARM: csak a RAF és az RSAF gépei tudják alkalmazni, egyszerre max. 9 darabot hordozhat, hármat a törzs alatt, és hármat-hármat szárnyanként, de ez csak egy maximalizált változat a tesztek alatt repült egy példány ezzel a konfigurációval. Harci körülmények között általában 2db ALARM-al repültek a törzs alatt.
- Hajóromboló rakéták:
  - AS.30
  - AS.34 Kormoran: az olasz légierő és a német Marineflieger gépei használták törzs alatti külső pilonokra függesztve , összesen 2db gépenként.
  - Sea Eagle
- Többcélú levegő–föld rakéták:
  - MBDA Brimstone: egyelőre csak a RAF alkalmazza, bevetették a kitelepített afganisztáni kontingens révén Afganisztánban és Líbiában is.
- Aknaszóró konténerek:
  - Hunting BL.755 kazettás bomba (ilyet dobott le 1990-ben egy jugoszláv MiG–21 Barcsra)
  - Hunting JP.233: csak a RAF és az RSAF gépein rendszeresítették, egyszerre max. 2 darabot hordozhat a törzs alatti külső pilonokon.
  - Mehrzweckwaffe 1 (MW 1): csak a Luftwaffe gépein rendszeresítették. Mérete és össztömege miatt a törzs alatti három felfüggesztőre együttesen szerelik fel, egyszerre 1 darab konténert hordozhat. A konténer különböző szekciókból áll különböző típusú aknánkhoz melyeket szükség szerint bevetésihez igazítva lehetett variálni. Az MW-1 aknaszóró rendszert a Luftwaffe a hidegháború végével kivonta a rendszerből, nehéz és nagy légellenállást generáló külső függesztmény volt.
  - MBB CWS: az MBB Container Weapons System nevű konténerfegyvere.
  - Matra Belouga: francia fejlesztésű aknaszóró konténer (ismert BGL.66-ként is).

Ezek alkalmazását az 1990-es évek óta nemzetközi jogszabályok – UNCCW (United Nations Convention on Certain Conventional Weapons), 1999-es Ottawai Szerződés – korlátozzák.
- Légibombák:
  - brit GP (general purpose) bombák (MC, medium capacity): 245 kg-os (540 fontos) és 454 kg-os (1000 fontos) légibombák széles körű vezérsík-, fékező és gyújtóvariációkkal.
  - Amerikai Mark 80-as széria általános célú ún. "buta bombái" Mk.82, Mk.83 stb. (az olasz kontingens 1991-ben az Operazione Locusta bevetéseken 4 db Mk.83 bombával felfegyverezve repülte)
  - GBU–12: amerikai 227 kg-os (500 fontos) lézervezérlésű légibomba.
  - Paveway III: lézervezérlésű légibomba.
  - Paveway IV: lézervezérlésű légibomba, 2012-ben Líbiában vetették be először.
- Manőverező robotrepülőgépek:
  - Storm Shadow/SCALP EG: egyszerre két darabot hordozhat, jellemzően a törzs alatti két szélső felfüggesztőre szerelik fel.
  - KEPD–350 Taurus

### Egyéb függesztmények

#### Kiegészítő tüzelőanyag-rendszer
A típushoz két tüzelőanyag-póttartályt terveztek. A kisebbiket mind a négy üzemeltető ország rendszeresítette, illetve egy nagyobb térfogatú, Hindenburg-nak becézett, négy vezérsíkú póttartályt, amit csak a britek és a szaúdi légierő állított szolgálatba. Előbbiből 5 db-ot, utóbbiből 2 db-ot hordozhat egyszerre.
A típus képes levegőben tüzelőanyag-utántöltést is végrehajtani más, a hajlékony csöves, tömlős rendszer fogadására felszerelt harcászati repülőgépek számára. Erre a Sargent Fletcher vállalat által kifejlesztett SFC 28–300 típusú konténert használják, amelyet a törzsközépi felfüggesztő sínen hordoznak. A konténer villamosenergia-ellátását az orrába szerelt segédturbina (ram air turbine, RAT) biztosítja, amelyet a menetlégáram forgat. Eme turbina mögött helyezkedik el a hidraulikus szivattyú, mögötte az 1136 liter (300 US gallon) hasznos térfogatú üzemanyag tartály, emögött az üzemanyag szivattyú, majd a dobra tekert tömlő és végül az aerodinamikai kosár, amely a konténer végébe van összehúzva. A konténer üres tömege 329 kg, JP–4, JP–5, JP–8 típusú kerozinokkal üzemel.

#### Elektronikai konténerek
- APOLLO
- BOZ 101/102/107: a 101-es változatot a Luftwaffe, a 102-est az olasz, a 107-est a RAF alkalmazza. Külső megjelenésükben nem látható eltérés.
- Cerberus
- Sky Shadow

#### Felderítő és célmegjelölő konténerek
- RAPTOR (Reconnaissance Airborne Pod Tornado) felderítő konténer
- TIALD (Thermal Imaging Airborne Laser Designator) célmegjelölő konténer
- CLDP TV/TC (Convertible Laser Designator Pod) célmegjelölő konténer
- Litening III célmegjelölő konténer

## Típusváltozatok

### IDS
Az eredeti csapásmérő feladatkörre kifejlesztett változat (Interdictor/Strike). Külső ismertető jegyei a pilótafülke alá beépített két gépágyú, a szárnytőrész-belépőél alá szerelt, kihajtható egy-egy Krüger-féklap. A német, olasz IDS-ek némileg eltérnek egymástól, a szaúdi gépek nagyrészt brit avionikával szereltek.

#### GR

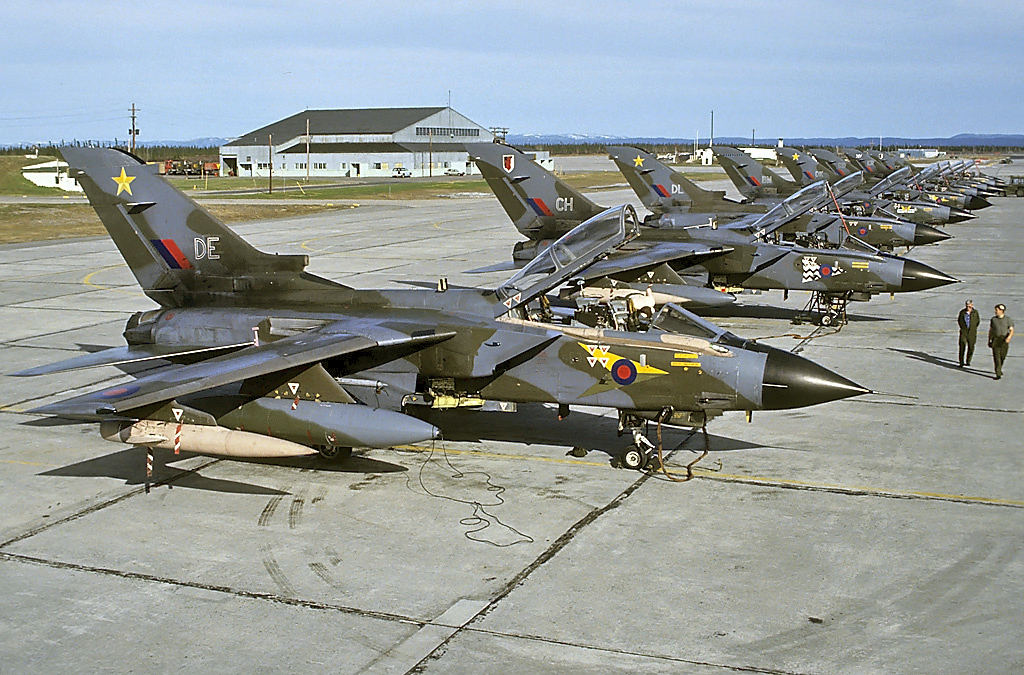
A RAF GR.1A-i

### ECR

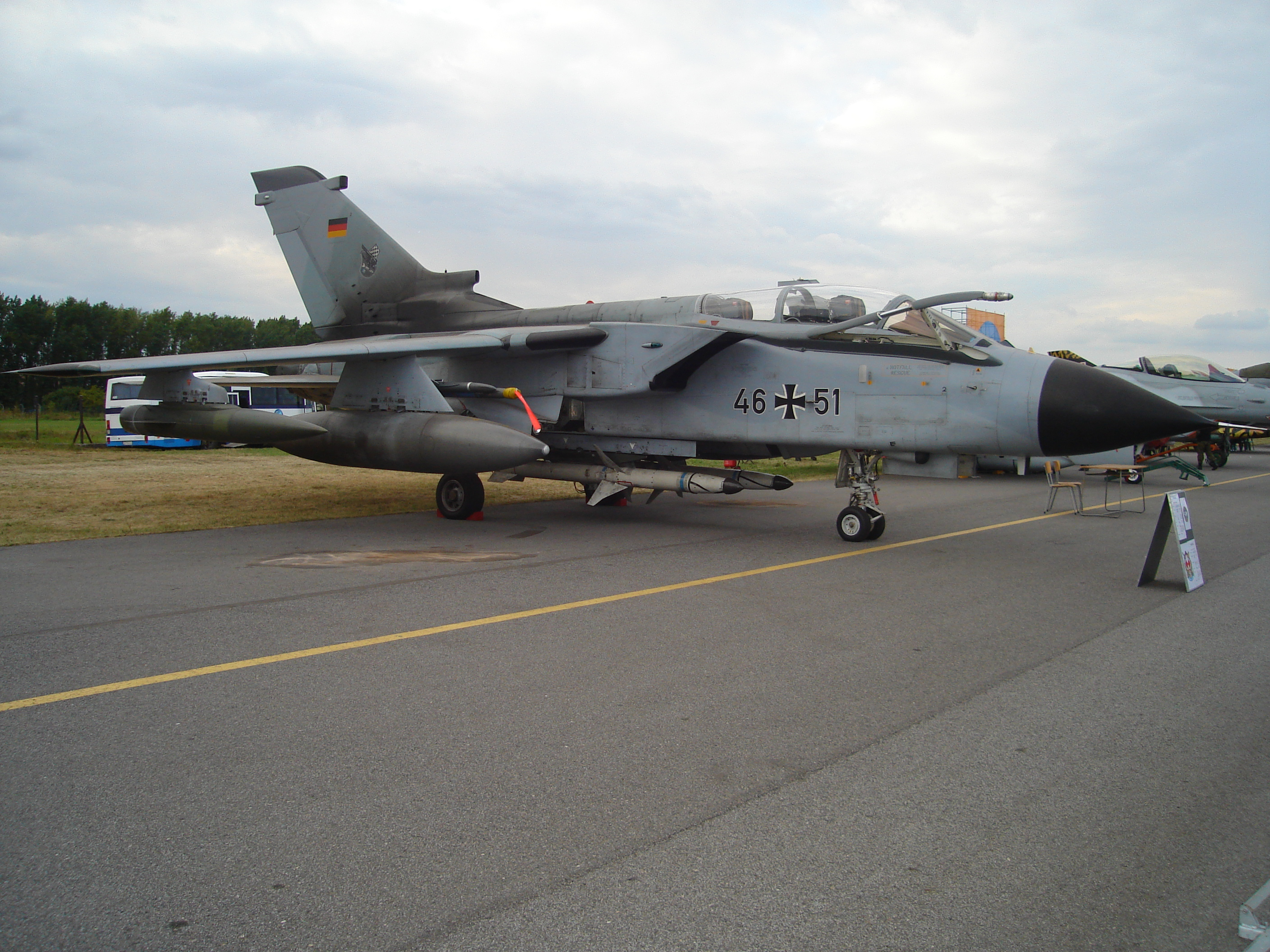
A Luftwaffe egyik ECR-e a 2007-es radomi légi bemutatón, HARM-rakétákkal

Elhagyták a gépágyúkat és a Krüger-féklapokat. Helyükre a szárnytőbe elektronikai berendezések kerültek, melyeket fekete színű burkolólemezekkel fedtek le.

### ADV (F.2 és F.3)

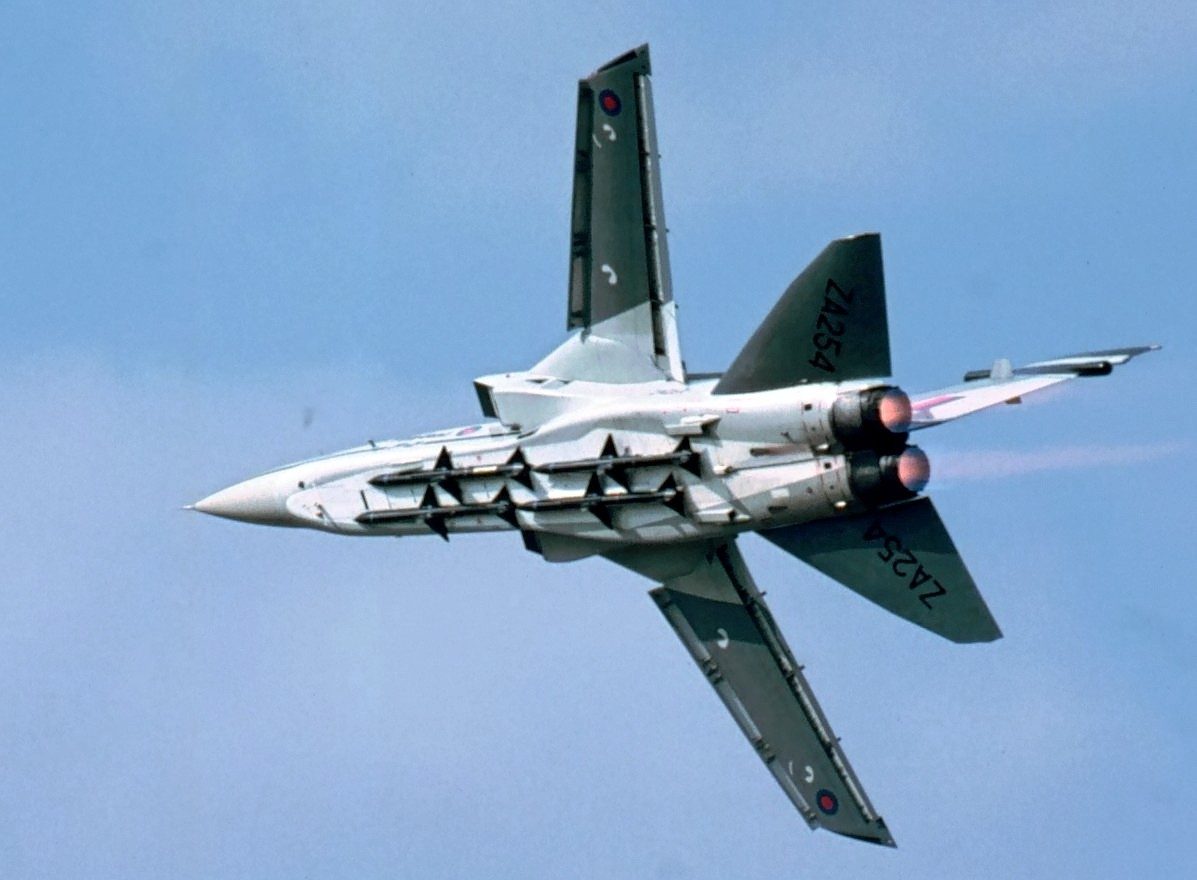
Az ADV-prototípus Sky Flash légiharc-rakétákkal

Légtérvédelmi változat, eltérő rádiólokátorral és kis mértékben módosított hajtóművekkel. Maga a betűszó feloldva: Air Defence Variant („légvédelmi változat”). A GR-hez hasonlóan a bal oldali gépágyút elhagyták és növelték a belső tüzelőanyag-tartályok számát. A tűzvezető radarral lehetőség nyílt a Skyflash brit radarvezérlésű légiharc-rakéta bevetésére, amelyet az altípus modernizálását követően AMRAAM-mal váltottak fel.
Rendszeresítő légierő sokáig egyedül a megrendelő RAF volt, majd a Szaúdi Királyi Légierő is rendelt egy századnyit 1989-től (No. 29 Squadron). Az Olasz Légierő, a kivont F–104S-ek pótlására két századnyi gépet bérelt a RAF-tól 1995-től (a 36. ezred 12. és az 53. ezred 21. osztályai állományába), azonban költséges fenntarthatósága miatt (javításigény) 2001-ben (21º Gruppo, 53º Stormo) és 2003-ban (12º Gruppo, 36º Stormo) kivonták az olasz hadrendből, helyettük nagyjavított F–16ADV-ket rendszeresítettek az Eurofighterek hadrendbe állásáig.

## Megrendelő és üzemeltető országok
Veszteséglista többségének forrása:

### Brit Királyi Légierő

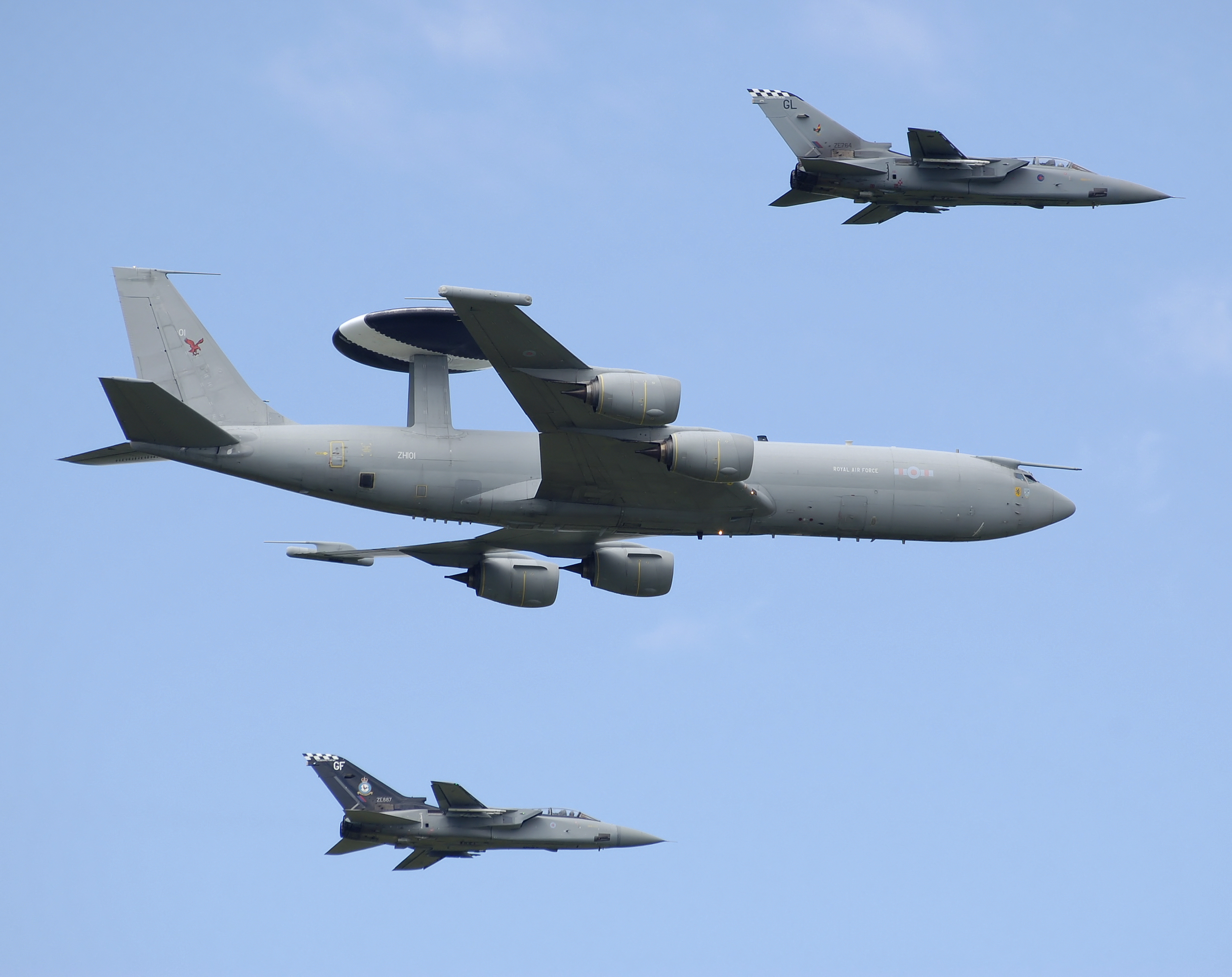
A RAF ZE887-es és ZE764-es F.3-asai a brit ZH101-es E–3D-t kísérik

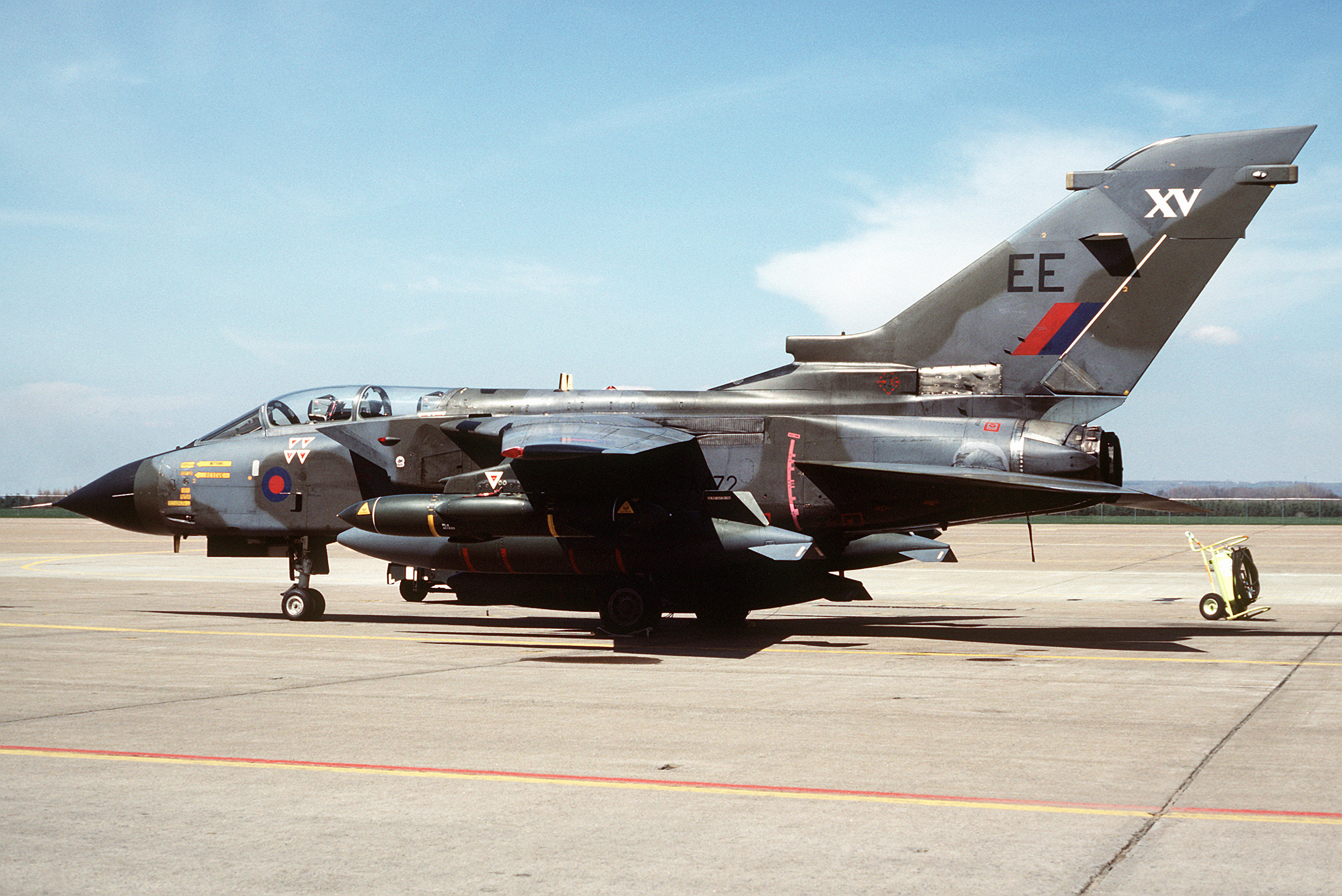
A RAF 15. századának ZA472-es GR.4-ese 1987. április 13-án a Wright-Patterson-i légibázison, a RAF jellegzetes kétszínű terepfestésében

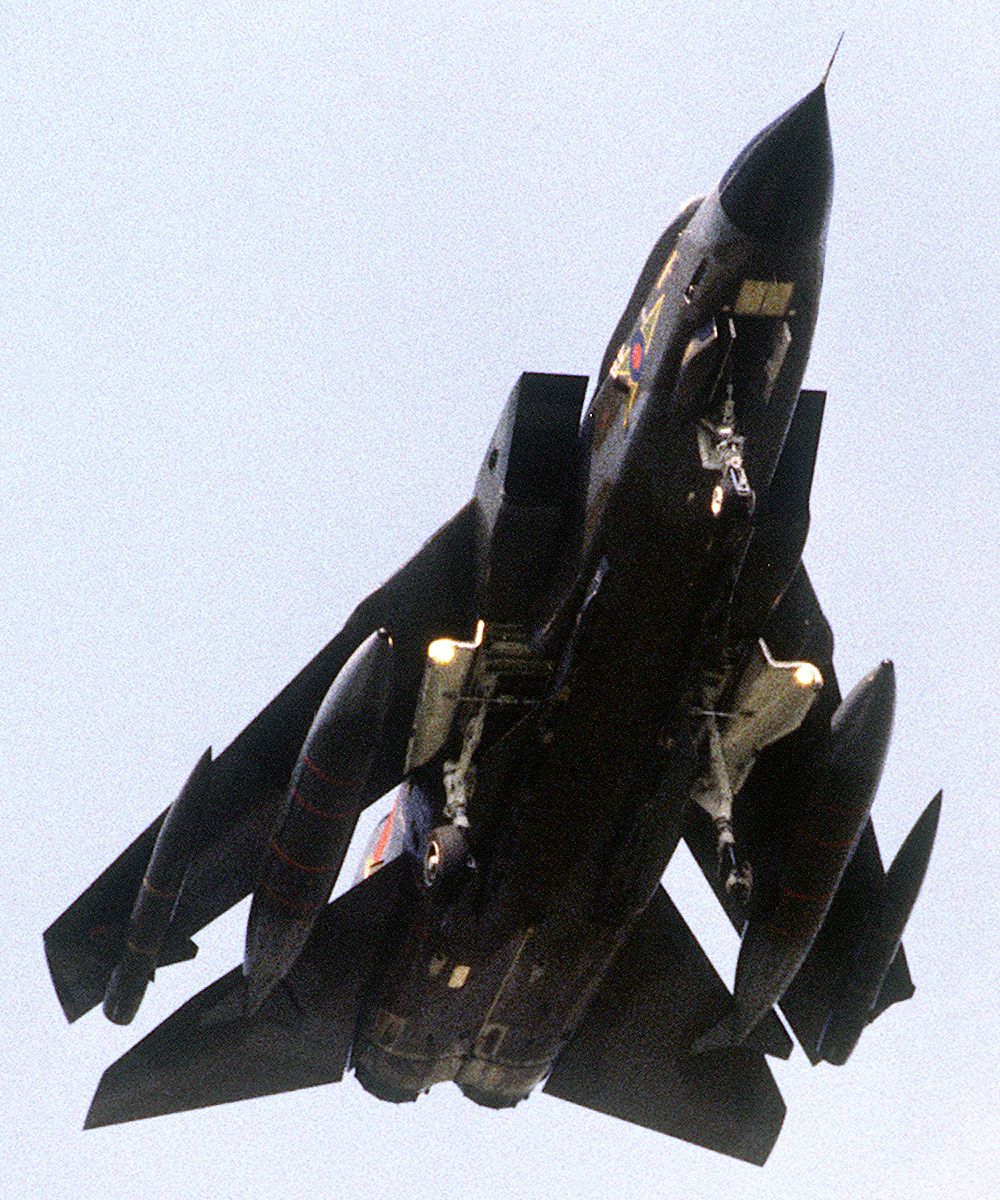
A RAF 27. századának egyik GR.1-ese 1988-ban, hátrahúzott szárnnyal, kinyitott futóművel

Összesen 385 darabot, azaz 220 db GR.1-et és 165 darab F.2/.3-at rendszeresítettek. Az üzemeltetés során modernizálva lettek.
- GR.1 (220 db GR.1):

ZA330(†), ZA366(†), ZA368(†), ZA376(†), ZA396/GE(†)
ZA403/CO(†), ZA408(†), ZA448/EB(†), ZA451(†), ZA467(†), ZA493/GH(†), ZA494/15(†)
ZA540/JQ(†), ZA555(†), ZA558/F(†), ZA586/A(†)
ZA602, ZA603/08(†), ZA605/G(†)
ZD451
ZD717/CD(†), ZD738/DD(†), ZD742, ZD791/BG(†)
ZD809(†), ZD845/AF(†), ZD846/BL(†), ZD891/BB(†), ZD893/AG(†), ZD894/BE(†)
- GR.1A

ZA397/O(†)
ZG708(†), ZG714/Q(†), ZG725/J(†)
- GR.4

ZA452/DF(msér.)
ZA563/AG(msér.)
ZA600, ZA608(†)
ZA84?/AA(†)
ZD715, ZD741(†), ZD748, ZD792
ZD810, ZD890, ZD895
ZG710/D(†), ZG792(†)
- F.3 (165 db/14 db(†): 9 darab F.3 és 5 darab F.3T)

ZE154, ZE156, ZE158, ZE159, ZE162, ZE163, ZE164, ZE165, ZE166(†)/F.3T, ZE168
ZE200, ZE201, ZE202/MM?, ZE203, ZE204, ZE205, ZE206, ZE207, ZE209, ZE210(†), ZE250, ZE251, ZE253, ZE254, ZE255, ZE257, ZE288, ZE290, ZE291, ZE292, ZE294, ZE295, ZE296
ZE338, ZE339, ZE340, ZE341, ZE342, ZE343
ZE729, ZE730/MM?, ZE732/BB(†), ZE733(†), ZE734, ZE735, ZE736, ZE737, ZE755, ZE756/MM?, ZE757, ZE758, ZE759(†)/F.3T, ZE761, ZE763, ZE764, ZE785, ZE786, ZE787/MM?/36-06, ZE788, ZE789/AU(†), ZE790, ZE791, ZE793, ZE794
ZE808, ZE809/HP(†), ZE810, ZE811, ZE812, ZE830(†)/F.3T, ZE831, ZE833(†), ZE834, ZE835, ZE837, ZE838, ZE839, ZE858/GO(†), ZE862(†)/F.3T, ZE887, ZE888, ZE889
ZE907, ZE931, ZE934, ZE936, ZE941, ZE942, ZE961, ZE962/XC(†), ZE963, ZE964, ZE965, ZE966, ZE968, ZE969, ZE982(†), ZE983
ZG728/MM?, ZG731, ZG733/MM7228, ZG734/MM?, ZG751/WP(msér.), ZG753, ZG755, ZG757, ZG768/MM?, ZG770, ZG772, ZG774, ZG780, ZG794, ZG795, ZG796, ZG797
ZH552, ZH553, ZH554, ZH555/PT, ZH558(†)/F.3T
| Egység                                            | Támaszpont                         | Altípus   | Státusz               | Megjegyzés |
| ------------------------------------------------- | ---------------------------------- | --------- | --------------------- | --- |
| No. 2 Squadron                                    | Marham                             | GR.4/4A   | aktív                 | 12 db gép. |
| No. 5 Squadron                                    | Coningsby                          | F.3       | kivonva               | 1987-2003. |
| No. 9 Squadron                                    | Marham                             | GR.4/4A   | aktív                 | 12 db gép. |
| No. 11 Squadron                                   | Leeming                            | F.3       | kivonva               | 1988-2005. |
| No. 12 Squadron                                   | Lossiemouth                        | GR.4/4A   | aktív                 | 12 db gép. |
| No. 13 Squadron                                   | Marham                             | GR.4/4A   | aktív                 | 12 db gép. |
| No. 14 Squadron                                   | Lossiemouth                        | GR.4/4A   | aktív                 | 12 db gép. |
| No. XV (Reserve) Squadron                         | Lossiemouth                        | GR.4      | tartalék              | 26 db gép. GR.4 Operational Conversion Unit, átalakítva Tornado Weapons Conversion Unit (No. 45 Squadron)-ra. |
| No. 16 Squadron                                   | Laarbruch                          | GR.1      | kivonva               | 1983-1991. |
| No. 17 Squadron                                   | Brüggen                            | GR.1      | kivonva               | 1985-1999. |
| No. 20 Squadron                                   | Laarbruch                          | GR.1      | kivonva               | 1984-1992. |
| No. 23 Squadron                                   | Leeming                            | F.3       | kivonva               | 1988-1994. |
| No. 25 Squadron                                   | Leeming                            | F.3       | kivonva               | 1989-2008. |
| No. 27 Squadron                                   | Marham                             | GR.1      | kivonva               | 1983-1993. |
| No. 29 Squadron                                   | Coningsby                          | F.3       | kivonva               | 1987-1998. |
| No. 31 Squadron                                   | Marham                             | GR.4/4A   | aktív                 | 12 db gép. |
| No. 43 Squadron                                   | Leuchars                           | F.3       | aktív                 | 16 db gép. |
| No. 56 (Reserve) Squadron                         | Leuchars                           | F.3       | kivonva               | 1992-2008, átalakítva No. 229 Operational Conversion Unit-ra.                                                 |
| No. 111 Squadron                                  | Leuchars                           | F.3       | aktív                 | 16 db gép. |
| No. 617 Squadron                                  | Lossiemouth                        | GR.4/4A   | aktív                 | 12 db gép. |
| No. 229 OCU (No 65 (Reserve) Squadron)            | Coningsby                          | F.2/3     | átalakítva 56(R) Sqn  | 1984-1992 F.2/3 Operational Conversion Unit.                                                                  |
| No. 1435 Flight                                   | Mount Pleasant (Falkland-szigetek) | F.3       | aktív                 | 4 db gép. |
| Tri-National Tornado Training Establishment       | Cottesmore                         | IDS, GR.1 | kivonva               | . |
| Tornado Weapons Conversion Unit (No. 45 Squadron) | Honington                          | GR.1      | átalakított XV(R) Sqn | 1981-1992. |

### 

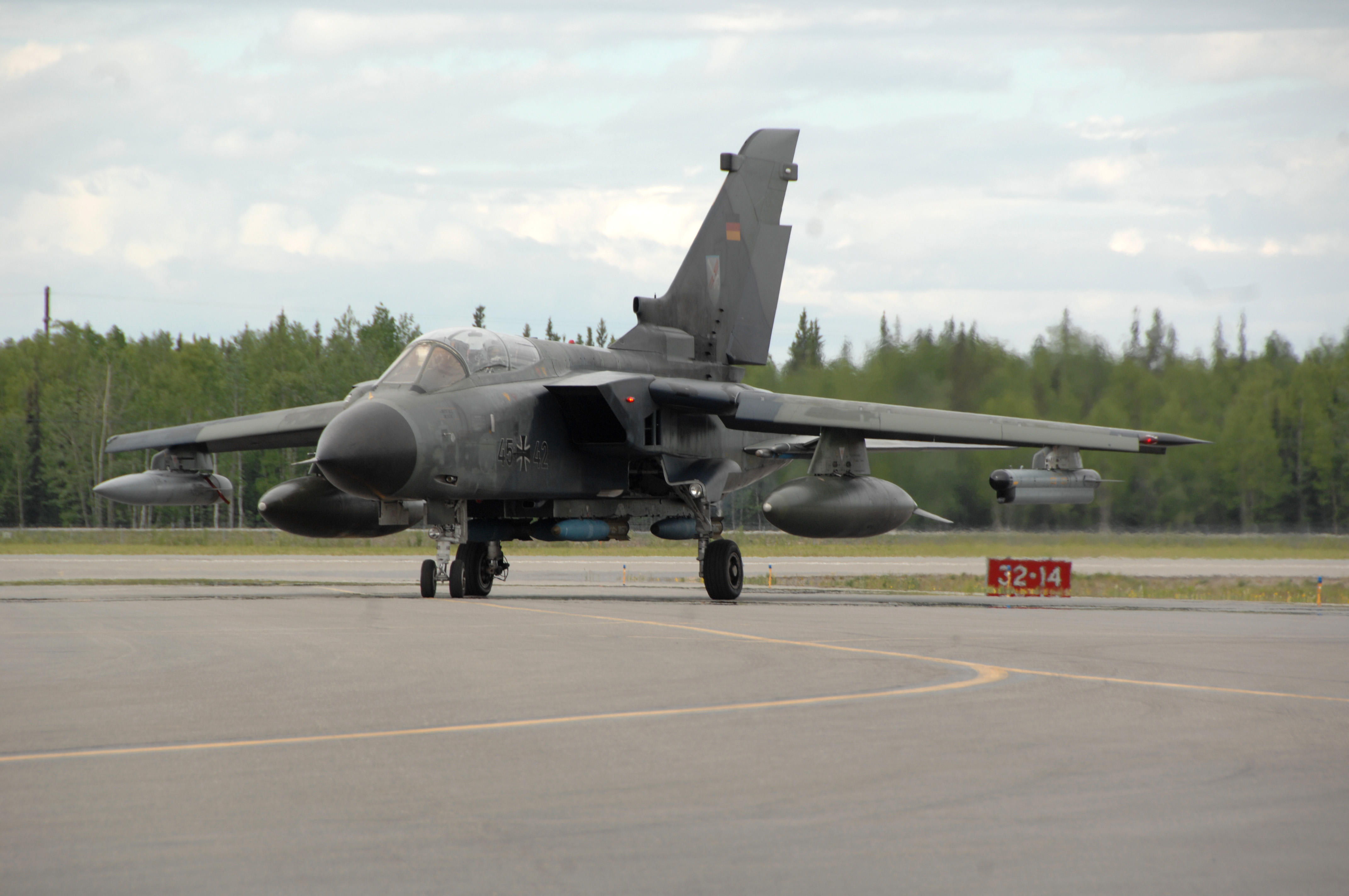
A JaBoG 31 45+42-es IDS-e a 2008-as RED FLAG-on, az Eielson Légierő-bázison, június 12-én. A bal külső felfüggesztő pilonon Cerberus, a jobb oldalin BOZ 101 ECM-konténerek láthatóak

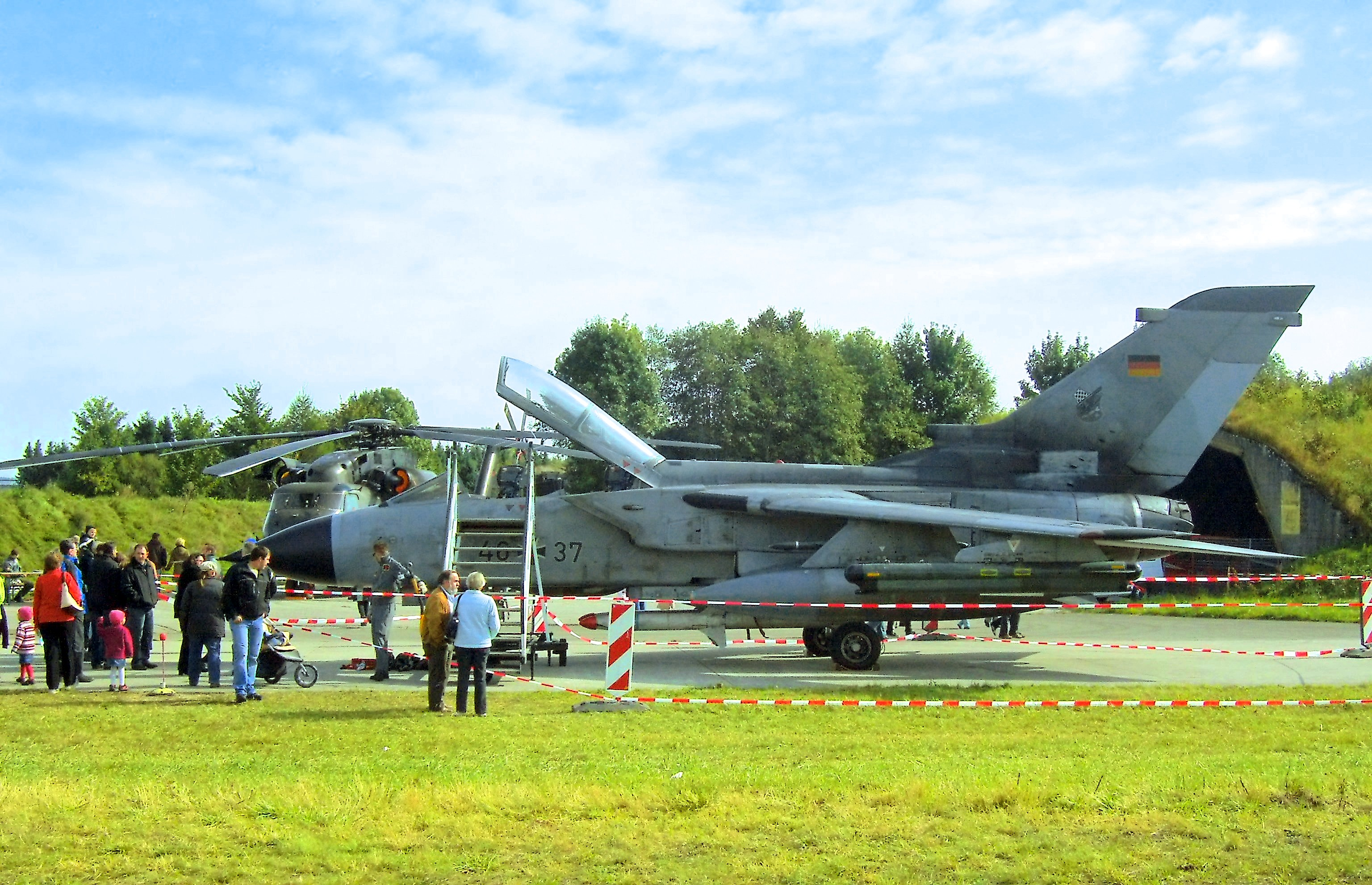
A Luftwaffe 40+37-es ECR-e a 2008. szeptember 21-ei Memmingen-i repülőnapon. A bal külső pilonon Cerberus ECM-konténer, a has alatt pedig két gyakorló (kék gyűrűs) HARM látható

### Német Légierő
Összesen 212 darab IDS-t vettek át.
98+05/d–9592/P.04(†) (4. prototípus)
- IDS:

43+07, 43+08(†), 43+11(†), 43+18, 43+19(†), 43+24(†), 43+26(†), 43+30(†), 43+32, 43+36(†), 43+37, 43+39(†), 43+43, 43+44(†), 43+46, 43+47(msér.), 43+49(†), 43+51(†), 43+56(†), 43+58, 43+66(†), 43+72, 43+83(†, kiég.), 43+93(†), 43+96 (Recce), ...
44+00(msér.), 44+02(†), 44+08, 44+09(†), 44+14(†), 44+18(†), 44+22(†), 44+24(†), 44+31, 44+36(†), 44+37, 44+40(†), 44+42 (Recce), 44+45(†), 44+47(†), 44+51(†), 44+53, 44+54, 44+57(msér.), 44+61, 44+65 (Recce), 44+67(†), 44+69, 44+74(†), 44+76, 44+77(†), 44+79, 44+80, 44+82(†), 44+93(†), 44+98(†), 44+99(†).
45+01, 45+03, 45+05(†), 45+06(msér.), 45+14, 45+15(†), 45+18(†), 45+19(†), 45+23(msér.), 45+26(†), 45+27(†), 45+32(†), 45+37(†), 45+38, 45+41, 45+42, 45+48(†), 45+51, 45+52, 45+55, 45+58(†), 45+63 (†, IDS(T)), 45+73, 45+76 (Recce), 45+79(†), 45+80(†), 45+82(†), 45+85, 45+91 (Recce), 45+97(†), 45+99.
46+03(†), 46+06(†), 46+08, 46+21, 46+29, 46+42(†), 46+45, 46+50(†), ...
- ECR:

40+37, 46+26, 42+27, 46+29, 46+33, 46+35, 46+37, 46+40, 46+41, 46+45, 46+47(†), 46+48, 46+49, 46+50, 46+51, 46+54, 46+57, ...
célrepülőgép: 38+09
| Egység                                         | Támaszpont      | Altípus | Státusz | Megjegyzés                                                          |
| ---------------------------------------------- | --------------- | ------- | ------- | ------------------------------------------------------------------- |
| Jagdbombergeschwader 31 (JaBoG 31 „Boelcke”)   | Nörvenich       | IDS     | aktív   | 34 db gép, átfegyverzés Eurofighter-re 2009-ben.                    |
| Jagdbombergeschwader 32                        | Lagerlechfeld   | ECR     | aktív   | 34 db gép, megkapják az ASSTA 2 csomagot, szolgálatban 2010 utánig. |
| Jagdbombergeschwader 33                        | Büchel          | IDS     | aktív   | 36 db gép, átfegyverzés Eurofighter-re 2012-től.                    |
| Jagdbombergeschwader 34 (JaBoG 34 „Allgäu”)    | Memmingen       |         | kivonva | 2003-ban kivonva.                                                   |
| Jagdbombergeschwader 38 (JaBoG 38 „Friesland”) | Jever           |         | kivonva | 2005-ben kivonva.                                                   |
| Aufklärungsgeschwader 51 (AG 51 „Immelmann”)   | Jagel/Schleswig | IDS     | aktív   | 46 db gép, megkapják az ASSTA 2 csomagot, szolgálatban 2010 utánig. |

### Marineflieger

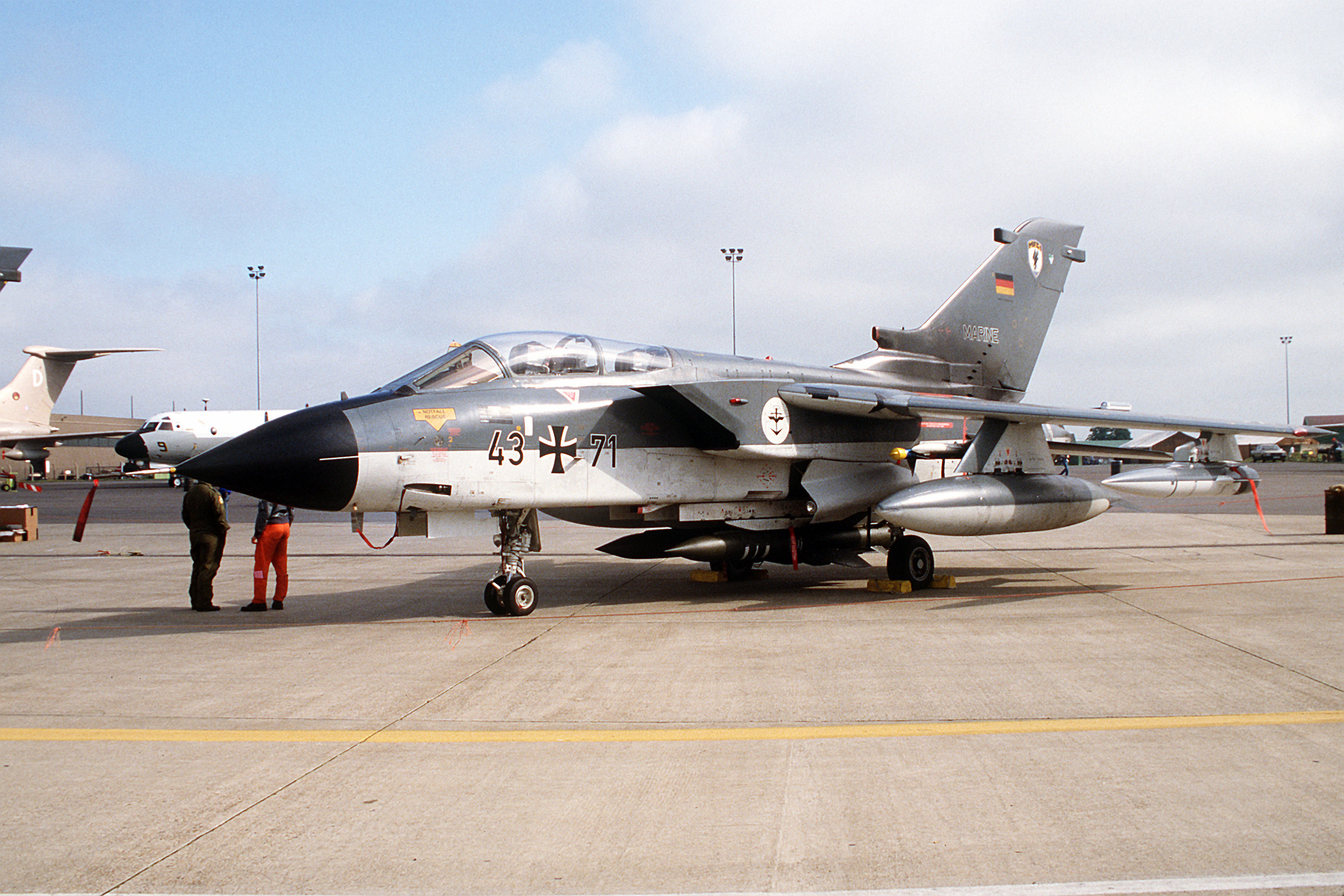
A Marineflieger 1. ezredének (MFG 1) 43+71-es gépe. Jól látható a német tengerészeti légierő jellegzetes festése. A külső pilonon BOZ 101, a belsőn póttartály, a törzs alatt gyakorlóbombák tartói láthatóak

Összesen 112 darab IDS-t vettek át, melyek két ezredben szolgáltak. 2003-ban a két ezredet feloszlatták, a repülőgépek egy része átkerült a Luftwaffe (Légierő) állományába.
- IDS:

43+55, 43+65, 43+71, 43+74, 43+84(†),
45+30, 45+52, 45+69
46+16(†), 46+17(†), 46+20
| Egység                            | Támaszpont | Altípus | Státusz | Megjegyzés                     |
| --------------------------------- | ---------- | ------- | ------- | ------------------------------ |
| Marinefliegergeschwader 1 (MFG 1) |            | IDS     | kivonva | 2003?.                         |
| Marinefliegergeschwader 2 (MFG 2) |            | IDS     | kivonva | 2003-ban kivonták a hadrenből. |

### Olasz Légierő
Összesen 100 darab IDS-t vettek át, melyből ECR-ré alakítottak több századnyit. 24 darab F.3-at béreltek a RAF-tól. Kivonásuk után a britek szétvágták őket.
- IDS (6. ezred 102., 154., 156. osztályai repülik őket; oldalszámukon a 6 ezt jelzi):

MM55011(hajtómű kiég.)
MM7006/6-31, MM7007/6-01, MM7011/6-13, MM7015/6-32, MM7026/6-35, MM7027/, MM7034/6-34, MM7038/6-37, MM7044/6-76, MM7063/36-51, MM7072/6-30, MM7076/36-30(†) MM7077/6-65(†), MM7083/6-72, MM?/36-50
- ECR (50. ezred 155. osztálya repüli őket; oldalszámukon az 50 ezt jelzi, függőleges vezérsík tetején látható ez római számmal: CLV):

MM55000, MM7021/50-01, MM7062/50-44, MM7066/50-03, MM7070/50-06, ...
- F.3 (24 db)

MM55061/36-20, MM7202/36-14, MM7210/36-12, MM7211/36-16, MM?/38-24, MM7227/36-22, MM7228/53-03/ZG733, MM7234/36-24
ZE202, ZE730, ZE756, 36-06/ZE787, ZE835
36-07/ZG728, ZG734, ZG768
| Egység                                                     | Támaszpont      | Altípus | Státusz | Megjegyzés                                                               |
| ---------------------------------------------------------- | --------------- | ------- | ------- | ------------------------------------------------------------------------ |
| 102° Gruppo, 6° Stormo 6. ezred 102. osztálya              | Ghedi           | IDS     |         | .                                                                        |
| 154° Gruppo, 6° Stormo 6. ezred 154. osztálya              | Ghedi           | IDS     |         | .                                                                        |
| 156° Gruppo, 6° Stormo 6. ezred 156. osztálya              | Gioia del Colle | IDS     |         | .                                                                        |
| 12° Gruppo, 36° Stormo 36. ezred 12. osztálya              | Gioia del Colle | F.3     |         | Kivonták, 2007. október elején már a brit Hitchin-ben várták a bezúzást. |
| 21° Gruppo, 53° Stormo 53. ezred 21. osztálya              |                 | F.3     |         | .                                                                        |
| ? Gruppo 53° Stormo 53. ezred ?. osztálya                  | Cameri          | ECR     |         | .                                                                        |
| 155° Gruppo E.T.S., 50° Stormo 50. ezred 155. ETS osztálya | San Damiano     | ECR     |         | .                                                                        |

### Szaúdi Királyi Légierő

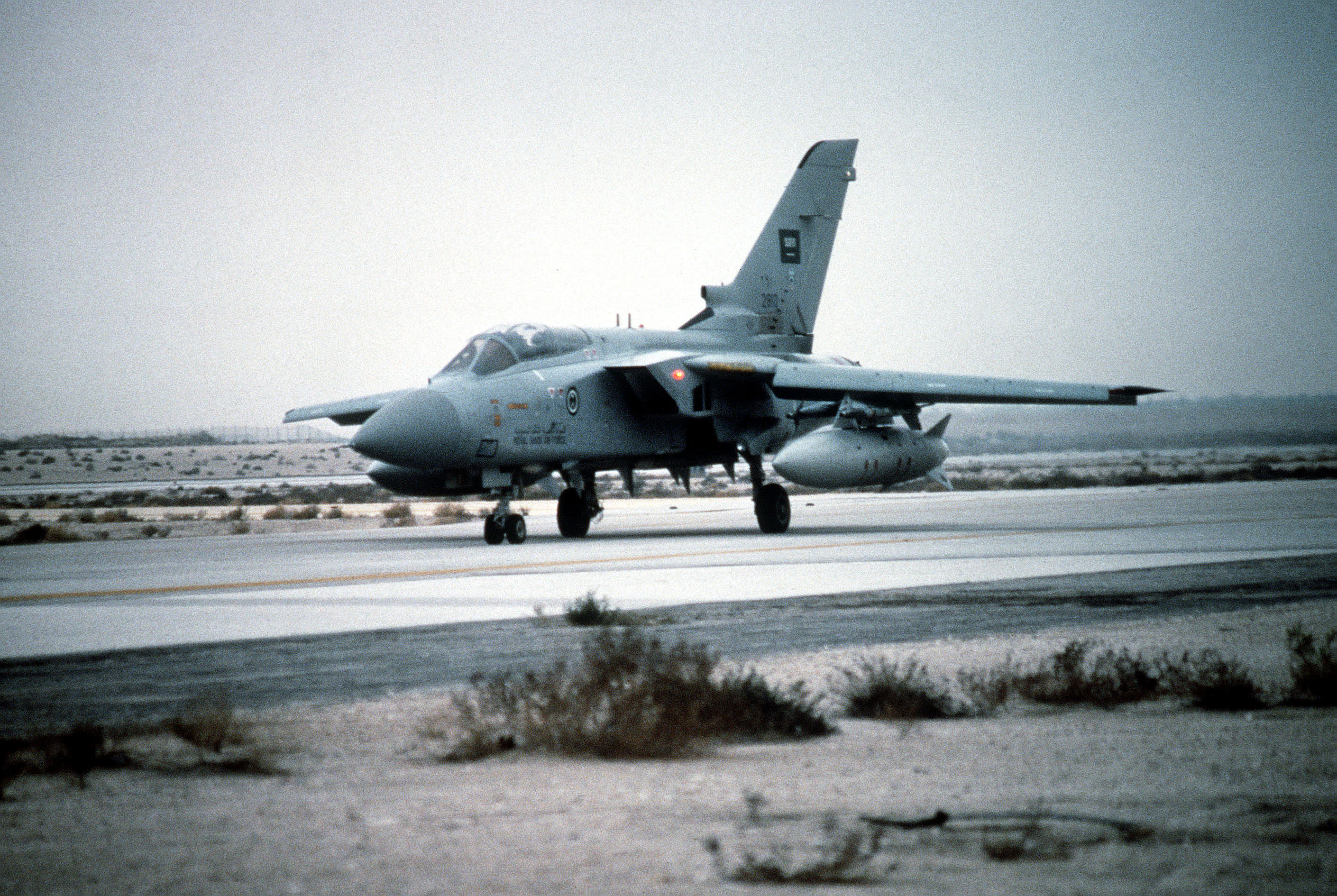
„Hindenburg”-póttartályokkal felszerelt szaúdi F.3-as (2810-es) a „Sivatagi vihar” idején

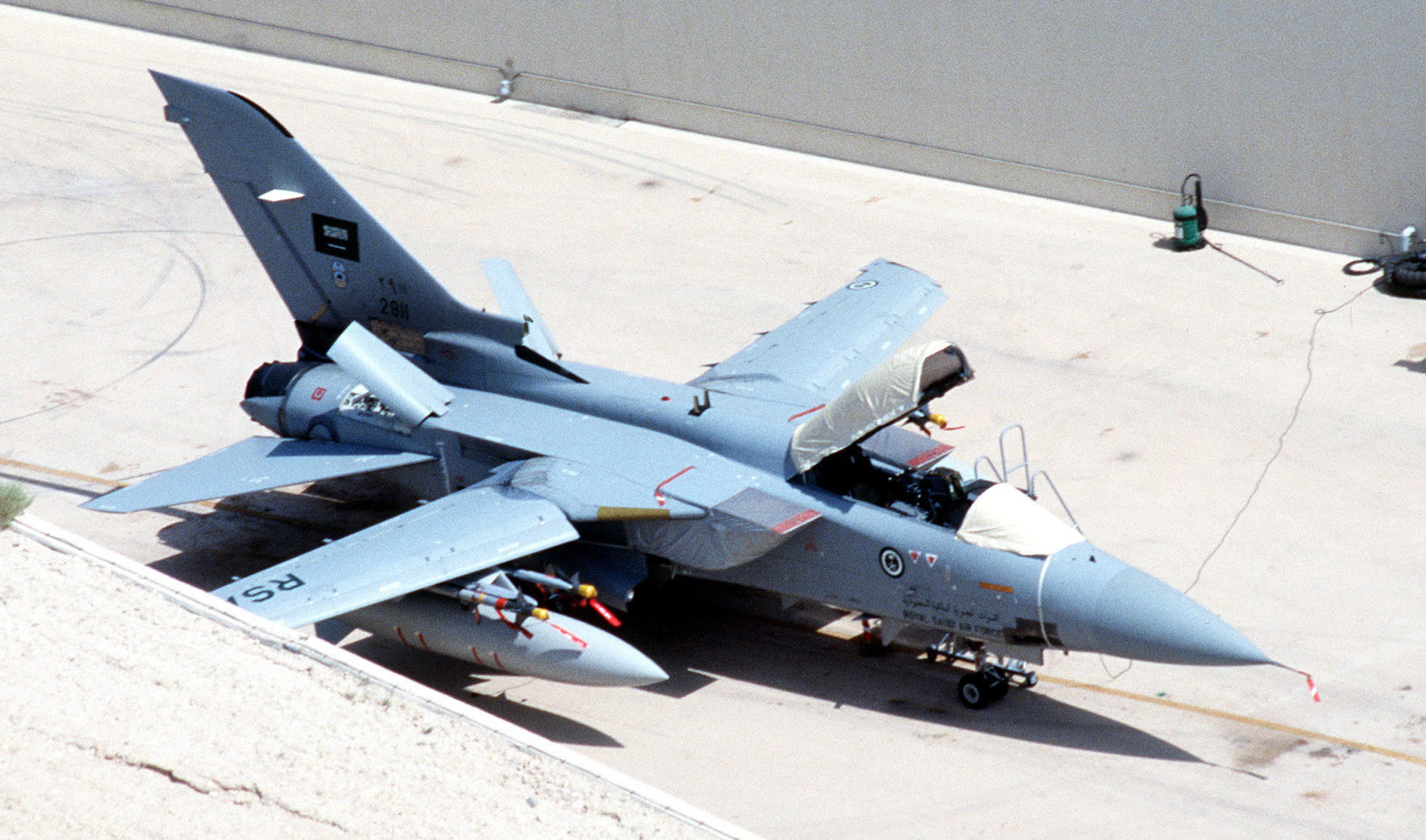
A 2811-es szaúdi F.3-as a „Sivatagi vihar” idején

Összesen 96 darab IDS-t és 24 darab F.3-at vettek át.
- IDS:

701(†), 704(msér.), 706(†), 763(†), 765(†), 774(†)
6610(†)
7501(†), 7517(†)
8313(†)
- F.3

2810, 2811
2906, 2912(†), 2916(†)
| Egység               | Támaszpont | Altípus | Státusz | Megjegyzés       |
| -------------------- | ---------- | ------- | ------- | ---------------- |
| ?                    | KAAB       | IDS     | aktív   | 96 db IDS.       |
| No. 7 Squadron RSAF  |            | IDS     |         | 701(†), 774(†)   |
| No. 29 Squadron RSAF |            | F.3     |         | 2912(†), 2916(†) |
| No. 34 Squadron RSAF |            | F.3     |         | .                |
| No. 66 Squadron RSAF |            | IDS     |         | 6610(†)          |
| No. 75 Squadron RSAF |            | IDS     |         | .                |
| No. 83 Squadron RSAF |            | IDS     |         | 7517(†), 8313(†) |

## Harci alkalmazása

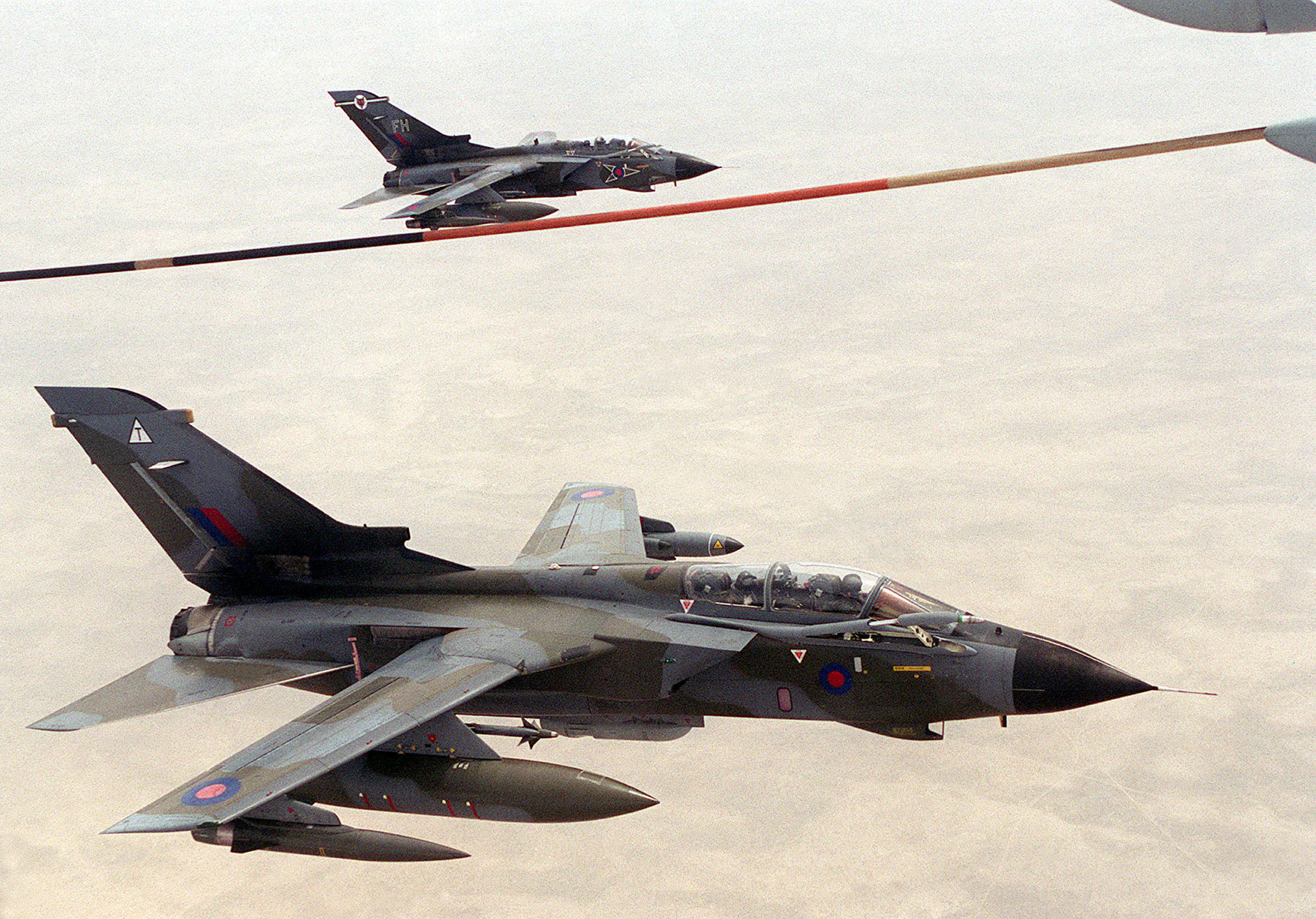
A RAF GR-jei Kuvait felett 1998-ban

### Az öbölháborúk
Az Öbölháborúban az Olasz Légierő nyolc darab IDS-t rendelt a térségbe a 154° és a 156° Gruppo állományából, a Gioia del Colle-i légi támaszpontról az abu-dzabi al Dhafra (Maqarta) támaszpontra. A nyolc gépnek módosították a hajtóműveit, az avionikáját és ECM rendszereit, majd 1990. szeptember 25-én elhagyták a honi bázisukat. Az Emírségekbe tartó útjuk során a RAF VC10-eseivel tankoltak. Hadrafoghatóságot október 6-án jelentettek. Novemberben nyolc másik váltotta őket, majd 1991. január 10-én a következő is a helyszínre érkezett.
A britek elsőként a dhahrani repülőtérre rendelték a 11. (kompozit) (No. 11 (Composite) Squadron) század tizennyolc F.3-asát a 43. (kompozit) század (No. 43 (C)) állományába 1990 decemberében. Az F.3-asok AN/ALE-40 infrazavaró konténereket kaptak a hajtóműburkolatok alá. A Muharraq támaszponton települő No. 14(C)-t 1990 novemberében a No. 15(C) váltotta fel. Ekkoriban lett felváltva a tabuki No. 617(C) is a No. 20(C) századdal, akik az új BAe ALARM radarromboló rakétákkal érkeztek. A No. 31(C) század 1991. január 2–3-án érkezett Dhahranba tizenkét géppel, a harmadik GR.1-es századként a térségben. Az F.3-aknak kifejlesztett 2250 literes „Hindenburg” póttartályokkal érkeztek, a személyzetet éjjellátó szemüvegekkel látták el. Minden RAF Tornado (F.3 és GR.1) szárny- és vezérsík-belépőéleit, valamint a levegő-beömlőcsatornákat radarhullám-abszorbens anyaggal festették be. 1991. január 13-án balesetben elveszett egy GR.1. Január 14-én hat darab GR.1A repült a németországi RAF Laarbruchból Tabukba, megalakítva a No. 11(C) századot. Hajózóállománya a No. 13 századból állt. A Desert Storm hadműveletet követően a RAF Tornadoi részt vettek Irak repüléstilalmi zónáinak fenntartásában is.
A Desert Storm-ot követően Szaddám Husszein az év második felétől folyamatosan készült a kurd lázadás felszámolására. Az 1992 augusztusi ENSZ BT-határozatot követően létrehozták a déli repüléstilalmi zónát is a 32. szélességi körtől délre, ellenőrzésére a Southern Watch hadművelet lett hivatott (a britek ezt Jural hadműveletnek nevezték). Ezzel párhuzamosan a britek önálló hadműveletet indítottak az Észak-Irakban, a kurdokat kiűzni akaró iraki haderővel szemben. 1998 őszén 24 darab Tornado GR.1-et vezényeltek három közel-keleti repülőtérre: hatot a török Incirlikbe, hatot a szaúdi Al-Kharj-i légi támaszpontra tizenkettőt a kuvaiti Ali al-Szalem repülőtérre. A gépek MLU-korszerűsítésen estek át. A szaúdi hat GR.1-et 1999 februárjában szintén féltucat F.3 váltotta fel. Az F.3-asok látták el a légi fedezetet a déli zónában (modernizált változatok JTIDS-szel és TRD-vel felszerelve), a GR-ek pedig felderítéseket végeztek. Műveleteiket két bahreini telepítésű VC–10 segítette. A Jural alá rendelt Bolton hadműveletben újabb 12 GR.1-et rendeltek 400 fős kiszolgáló állománnyal a kuvaiti Ali al-Szalem repülőtérre, műveleteiket VC–10-esek és légi utántöltő konténerekkel felszerelt C–130 Herculesek látták el.
A Telic hadműveletben, mely 2003. március 19-én indult és 2011 május végén fejeződött be, a brit gépek folyamatosan aktívak voltak a térségben. 2003. május 23-án egy amerikai MIM–104 Patriot üteg hibás célazonosítást követően lelőtte a RAF egyik, RAF Marham honi bázisú Tornado GR.4-ét, amint az 7000 méteren (23 000 láb magasságon) bevetéséről tért vissza az Ali al-Szalem repülőtérre. A személyzet mindkét tagja – Kevin Main pilóta (Flt. Lt.) és David Williams navigátor (Flt. Lt.) – életét vesztette. Júliusban egy amerikai vizsgálat felmentette a légvédelmi tüzéreket a Tornadok IFF-jének rossz működésére hivatkozva. A Patriot-rendszer hibás célazonosításaira erőfeszítéseket tettek, azonban pár héttel később az Amerikai Haditengerészet egyik F/A–18-asát is végzetes találat érte egy ilyen komplexumtól. A RAF 2009 júniusában vonta ki az utolsó Tornado-kat Irakból.

### Allied Force hadművelet
Jugoszlávia szankcionálására kezdeményezett hadműveletben az Olasz Légierő 34 darab gépet különített el és vetett be: 6 darab IDS-t Brescia-Ghedi-ből (102° és 154° Gruppo), 12 darab ECR/IDS-t Gioia del Colle-ről (156° Gruppo) és 4 darab ECR/IDS-t Piacenzából. A légi hadműveletben brit GR.4-esek (12 darab, Solenzara-n települtek), valamint német IDS-ek és ECR-ek (összesen 14 darab, Piacenza-n települtek) is részt vettek.

### Baltikum feletti légi rendészet
A baltikumi légi rendészetben is aktívan részt vett a típus a brit F.3 változattal, 2004. október 30–2005. január 1 között, 4 géppel.

### Líbia
A líbiai légtérzárlat fenntartására a brit légierő a ciprusi akrotiri légi támaszpontjára vezényelt Skóciából, a RAF Lossiemouth-i ezredből Tornado GR.4-eket (16 darabot), illetve Eurofighter Typhoon-okat (8-at, eredetileg 10-ről rendelkeztek) 2011. március 19-én szombaton. Az útvonalrepülést póttartályokkal szombat este megkezdték. Olasz Tornado-k csak fokozott légirendészeti feladatokat láttak el a légterük felett, aktívan nem vállaltak részt a NATO műveletekben.

## Balesetek, veszteségek
Az amerikai Desert Shield mellett folyó Granby hadművelet alatt 7(6) brit és 1 olasz Tornado zuhant le. A britek közül négy szabadesésű bombákkal, egy JP233-mal és egy lézervezérlésű bombákkal volt felszerelve.
RAF
- Granby hadművelet: Az öbölháborúban hét gép semmisült meg: hármat lelőttek, három egyéb okból tört össze bevetések közben és egyet „baráti tűzben” vesztettek el. A 9., a 31. és a 20. század egyet-egyet, a 14. és a 15. század pedig kettőt-kettőt veszett el.
  - 1990. október 18-án a 16. század ZA466 lajstromú GR.1-e (BS096) a tabuk-i reptéren leszállás után összetört, az orrfutó sérülése (kitörése, vagy becsukódása) miatt a mellső törzsrész a kabin közepén kettétört.
  - 1991. január 13-án a 14. század ZD718 jelű GR.1-je (BS119) az ománi Marisahtól 140 mérföldre nyugatra a sivatagban a homokra szállt, miután kifogyott a kerozinja.
  - 1991. január 17-én a 15. század ZA392 jelű GR.1-ét (BS059) valószínűleg egy iraki SA–16 lelőtte a shaibah-i repülőtér elleni éjszakai JP.233 bevetés közben. Nigel Elsdon (Wng Cmdr) és Max Collier (Flt Lt) meghalt.
  - 1991. január 17-én a 14. század ZD791 jelű (BS134) GR.1-ét találat érte az Ar Rumajlah-i repülőtér közelében. A kétfős személyzet – John Peters (Flt Lt) és John Nichol (Flt Lt) – katapultált és fogságba esett.
  - 1991. január 19-én a 20. század ZA396 GR.1-ét (BS063) lelőtték a tallili légi támaszpont közelében egy éjszakai JP.233 bevetés közben (valószínűleg Roland komplexum).
  - 1991. január 20-án a 9. század ZD893 jelű GR.1-e (BS153) lezuhant a tabuki repülőtérnél. Műszaki hiba miatt a személyzet – Mike Heath (Wng Cmdr) és Peter Battson (Sqn Ldr) – katapultált két eredménytelen kényszerleszállási kísérletet követően.
  - 1991. január 22-én a 31. század ZA467 lajstromú GR.1-e (BS097) – Gary Lennox (Sqn Ldr) és Adrian Paul 'Kev' Weeks (Sqn Ldr) – a földbe csapódott az Ar Rutbah-i bevetésükön. Az oka ismeretlen.
  - 1991. január 24-én szintén a 31. század ZA403 jelű GR.1-e (BS070) lezuhant az Ar Rumajlah-i repülőtér közelében, időzítőgyújtókkal felszerelt 454 kg-os bombák becsapódása utáni közvetlen robbanások súlyos károkat okoztak a gépben. A kétfős személyzet – Simon Burgess (Flt Lt) és Bob Ankerson (Sqn Ldr) – sikeresen katapultált.
  - 1991. február 14-én a 15. század ZD717 jelű GR.1-e (BS118) esett áldozatul egy radarvezérlésű SA–2-nek, vagy SA–3-nak Baklavia-nál, 10 mérföldre nyugatra Faludzsától. Középmagasságú bevetés lézervezérlésű bombákkal. A pilóta életét vesztette, a navigátor Robbie Stewart (Flt Lt) fogságba esett.[40]
- Telic hadművelet
  - 2003. március 23-án a ZG710 jelű RAF GR.4A-t egy amerikai MIM–104 Patriot-komplexum lőtt le hibás célazonosítás után (sorozat: BS177).
- Enduring Freedom hadművelet
  - 2009. július 20-án a ZA596 jelű GR.4 (BS037) felszállás közben lezuhant Kandaharban. Az ügy adatai nem kerültek nyilvánosságra.
- 2009. szeptember 23-án a RAF 2. századának ZA446 lajstromú (018-as) GR.4-én hajtóműtűz ütött ki a Fife-i RAF Leuchars-on. A gépet RAF Shawbury-re (Shropshire) szállították, itt raktározták el. Ezt követően 2010. április 28-án közúton dél felé szállították Cheshire-ön keresztül. A következő reggelen ismét Shawbury-ben látták.[41]

Összesen tizennégy vadászváltozat semmisült meg, ebből kilenc F.3 (ZE833, ZE858, ZE809, ZE789, ZE210, ZE733, ZE732, ZE962, ZE982) és öt F.3T (ZH558, ZE166, ZE862, ZE759, ZE830) kiképző.
A RAF CAT 5-ös veszteségei. Archiválva 2016. március 3-i dátummal a Wayback Machine-ben
Luftwaffe
- 2001. július 16-án bal és jobb főfutókerék-törést szenvedett a 46+30-as gép a Büchel-i légibázison (fékhiba miatt).

AMI
- 1994. augusztus 2-án az MM55000/I-40 lajstromú IDS futóműhiba miatt hasraszállt RAF Cottesmore-on. A gépet később kijavították, burkolólemezeken kívül más jelentős kár nem esett rajta.

Szaúdi Királyi Légierő

## Kiállított példányok
- XX946: a P.02-es prototípus RAF Museum Cosford-ban látható
- XX947: a P.03-as prototípus a Shoreham repülőtéren van kiállítva
- XX948: a németországi Hermeskeil-ben látható
- XZ631: Tornado GR.1, Yorkshire Air Museum, Elvington, Nagy-Britannia
- ZA319: Tornado GR.1(T), Gate Guard, MoD DSDA, Bicester, Nagy-Britannia
- ZA354: Tornado GR.1 szintén a Yorkshire-i múzeumban
- ZA362: Tornado GR.1 a Highland Aviation Museum-ban, Inverness, Skócia
- ZA374: Tornado GR.1, ohioi Wright Patterson légibázis, National Museum of the United States Air Force
- ZA457: Tornado GR.1 RAF Museum, Hendon, Észak-London, Nagy-Britannia
- ZA465: Tornado GR.1 Imperial War Museum, Duxford, Nagy-Britannia
- ZE887: Tornado F.3 RAF Museum, Hendon, Észak-London, Nagy-Britannia (2010. november 25.)[42]
- ZE934: Tornado F.3, National Museum of Flight, East Fortune, Skócia
- MM7210: Tornado F.3, az Olasz Légierő múzeuma, Vigna di Valle, Olaszország
- 43+74: Tornado IDS, a Marinefliegergeshwader 1 gépe, Pima Air & Space Museum, Tucson, AZ
- 44+56: Tornado IDS, Luftwaffenmuseum der Bundeswehr, Berlin-Gatow, Németország
- 45+30: Tornado IDS, Aeronauticum, Nordholz, Németország
- 44+31:[forrás?] Tornado IDS, Technikmuseum Speyer, Németország

## Galéria

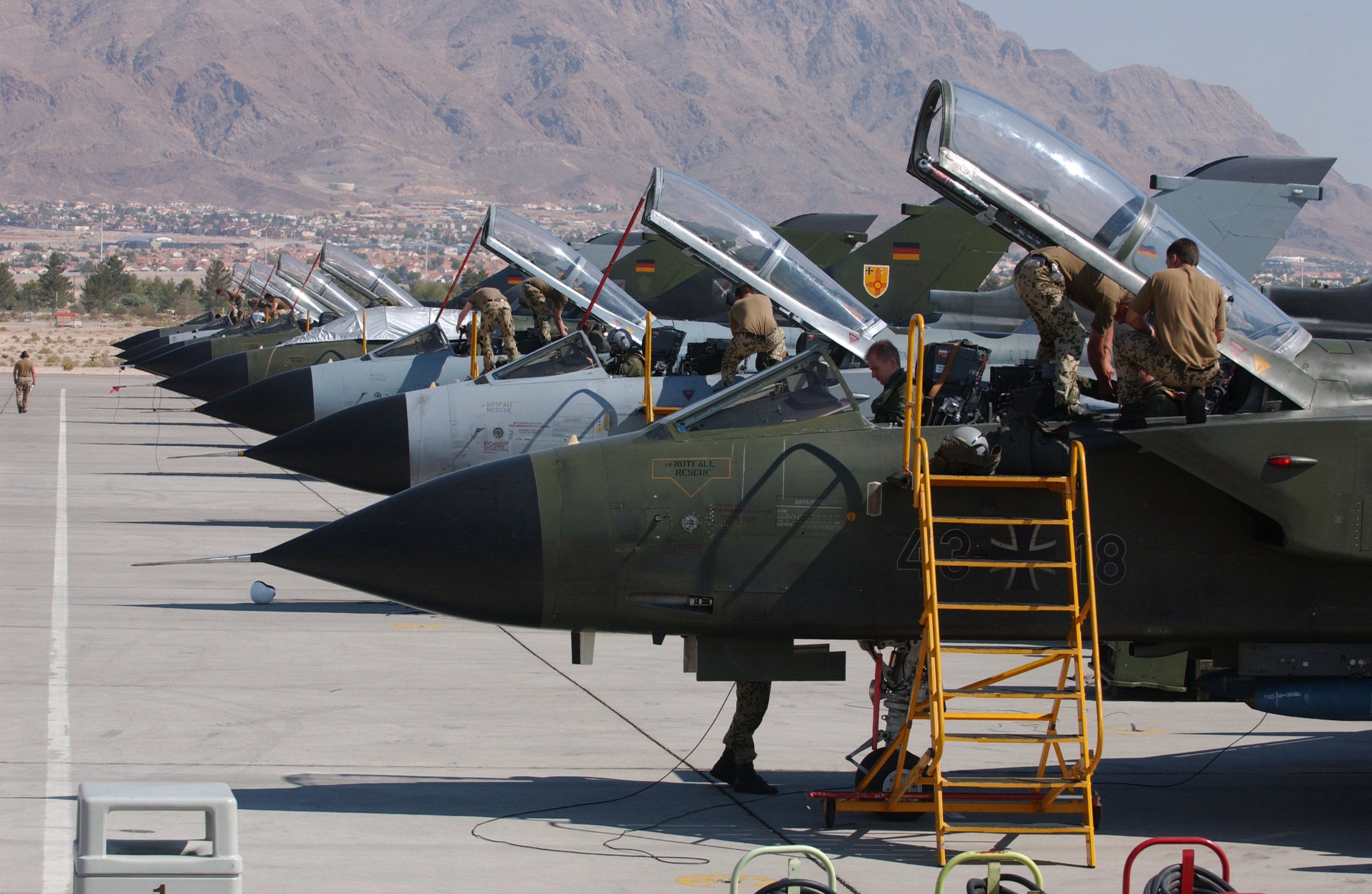
Luftwaffe-Tornado-k a Nellis-i légibázison a RED FLAG 2007 idején
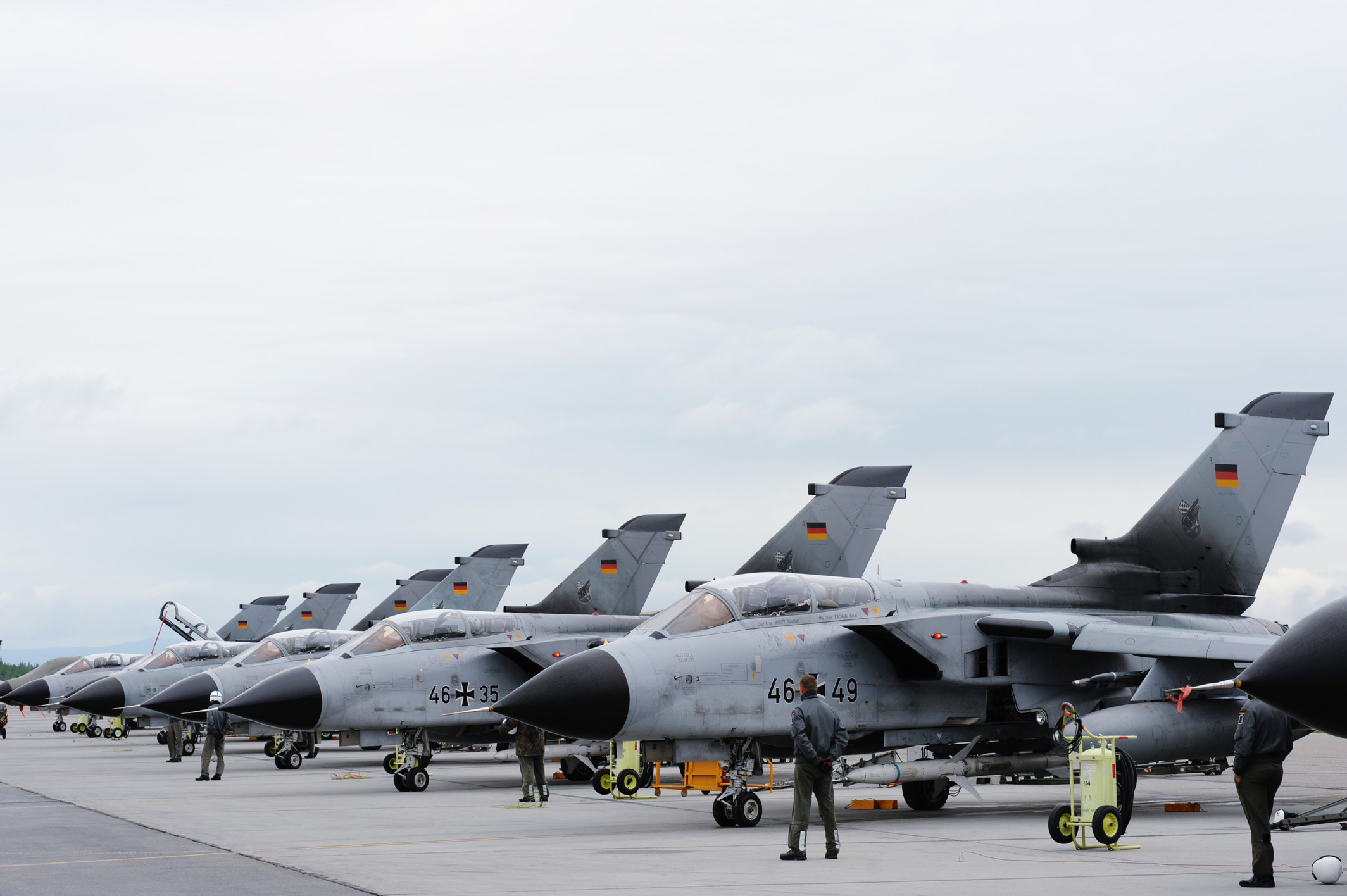
Luftwaffe-Tornado ECR-ek az alaszkai Eielson légibázison a RED FLAG 2008 idején
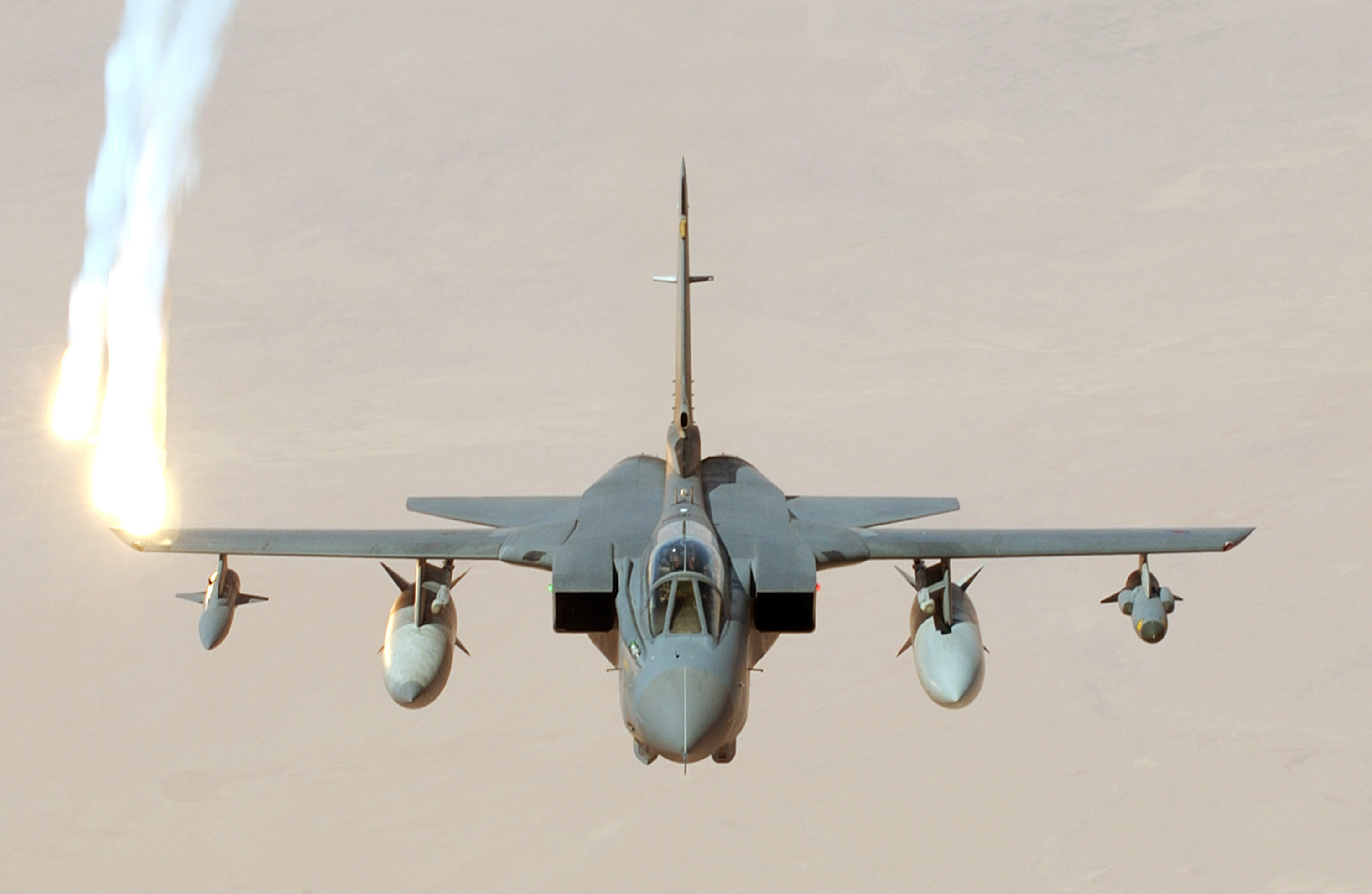
A RAF egyik GR.4-e Afganisztánban. A jobb oldalra függesztett BOZ 107-ből infracsapdákat szór, illetve jól láthatóak a nagyméretű „Hindenburg” póttartályok is
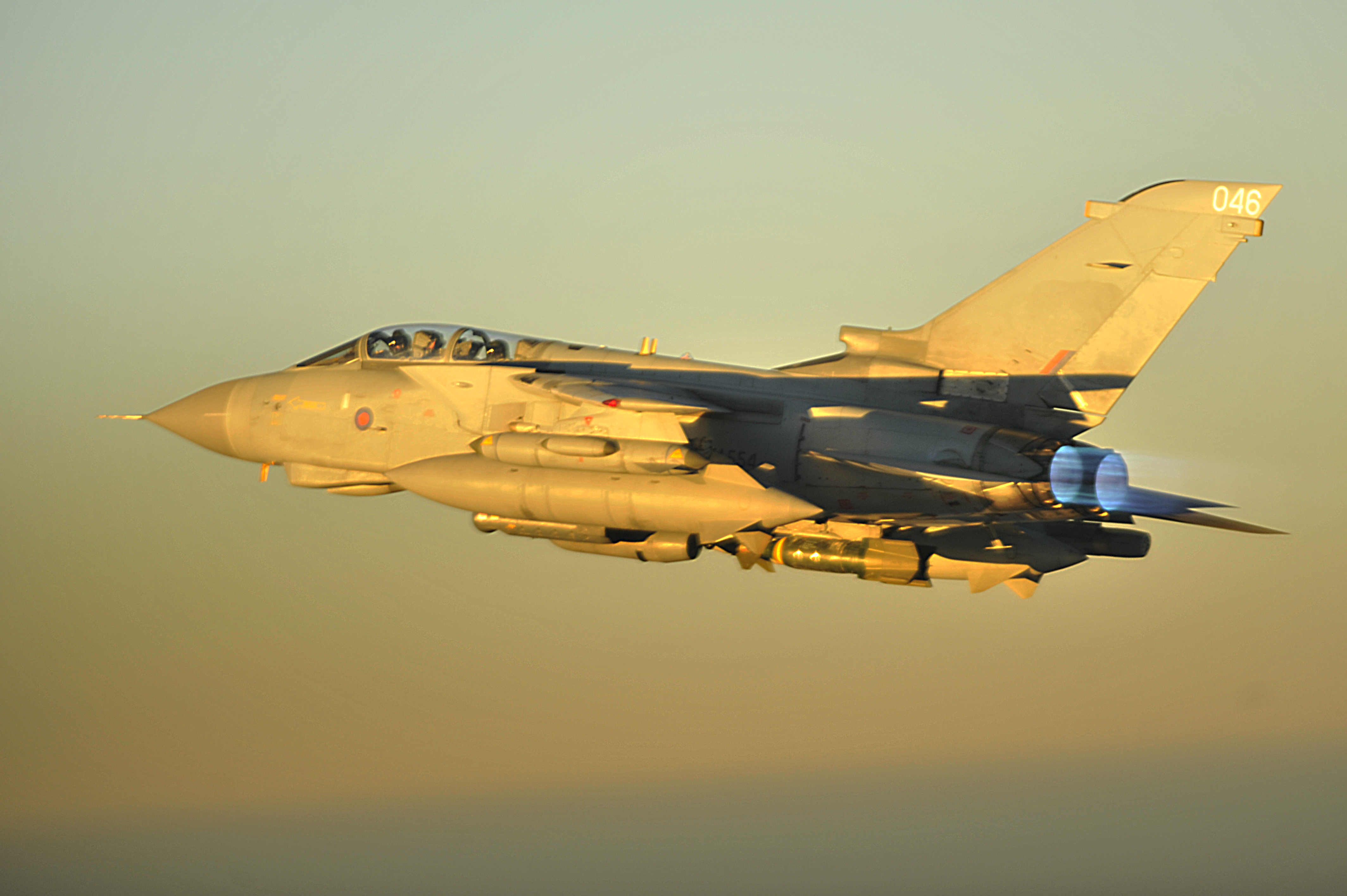
A RAF 12. századának GR.4-e 2008. szeptember 3-án Irakban. A bal oldali „Hindenburg” mellett egy módosított Sky Shadow konténer, a törzs alatt pedig Paveway III-as irányított bomba és célmegjelölő konténer látható
NATO Tiger Meet 1998: A Luftwaffe 45+93-as IDS-e
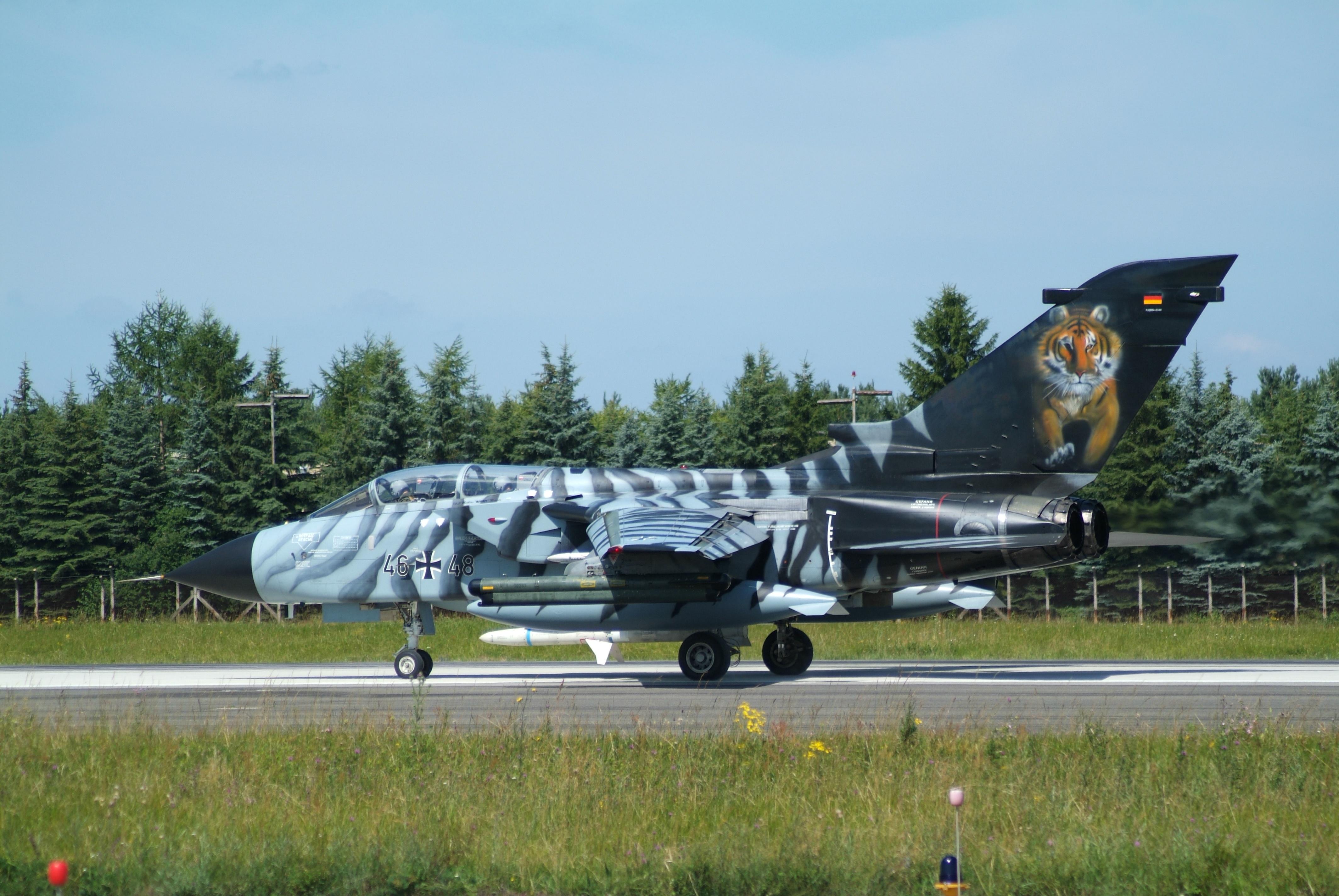
NATO Tiger Meet 2008: A Luftwaffe 46+48-as ECR-je
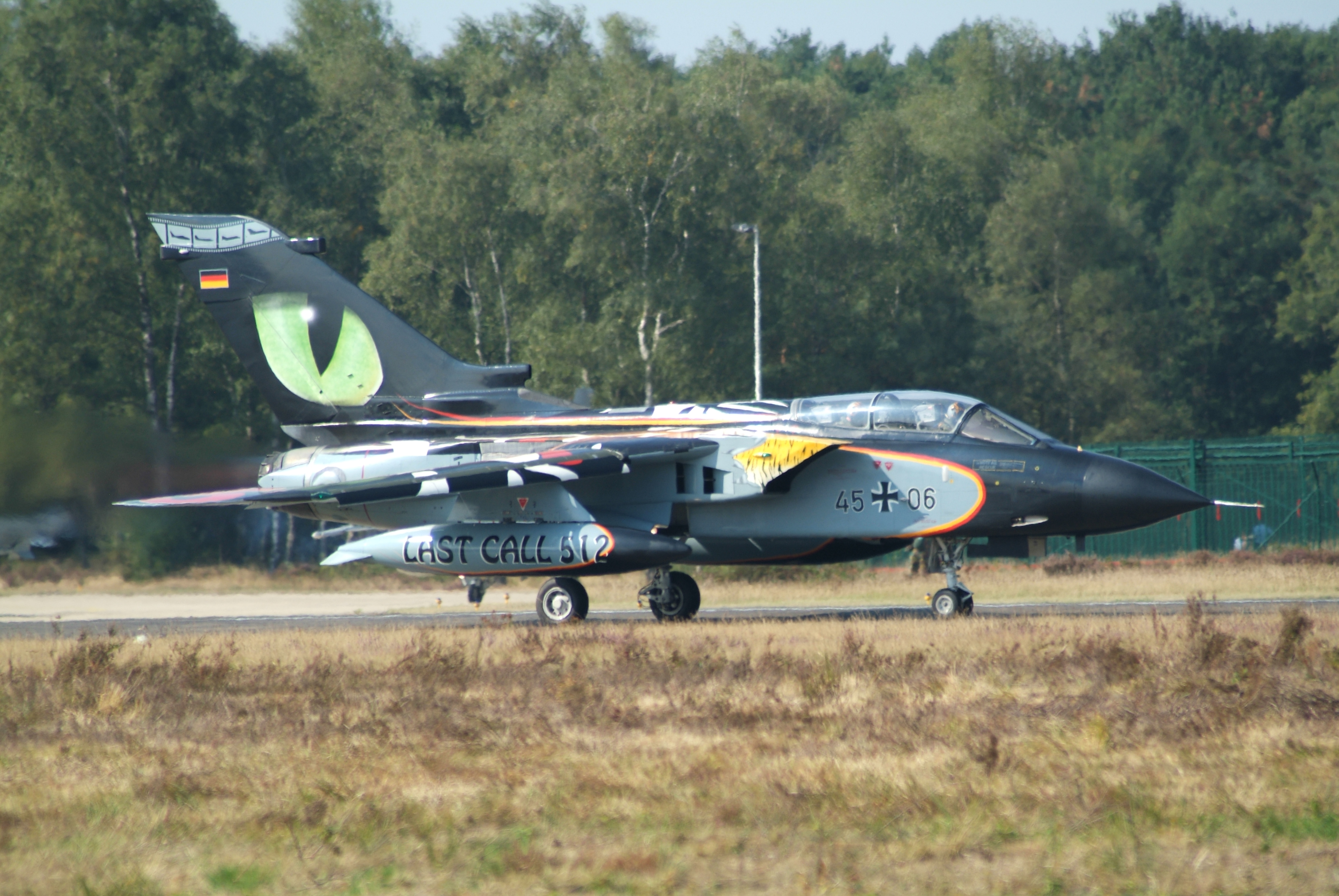
NATO Tiger Meet 2009: A Luftwaffe 45+06-os IDS-e
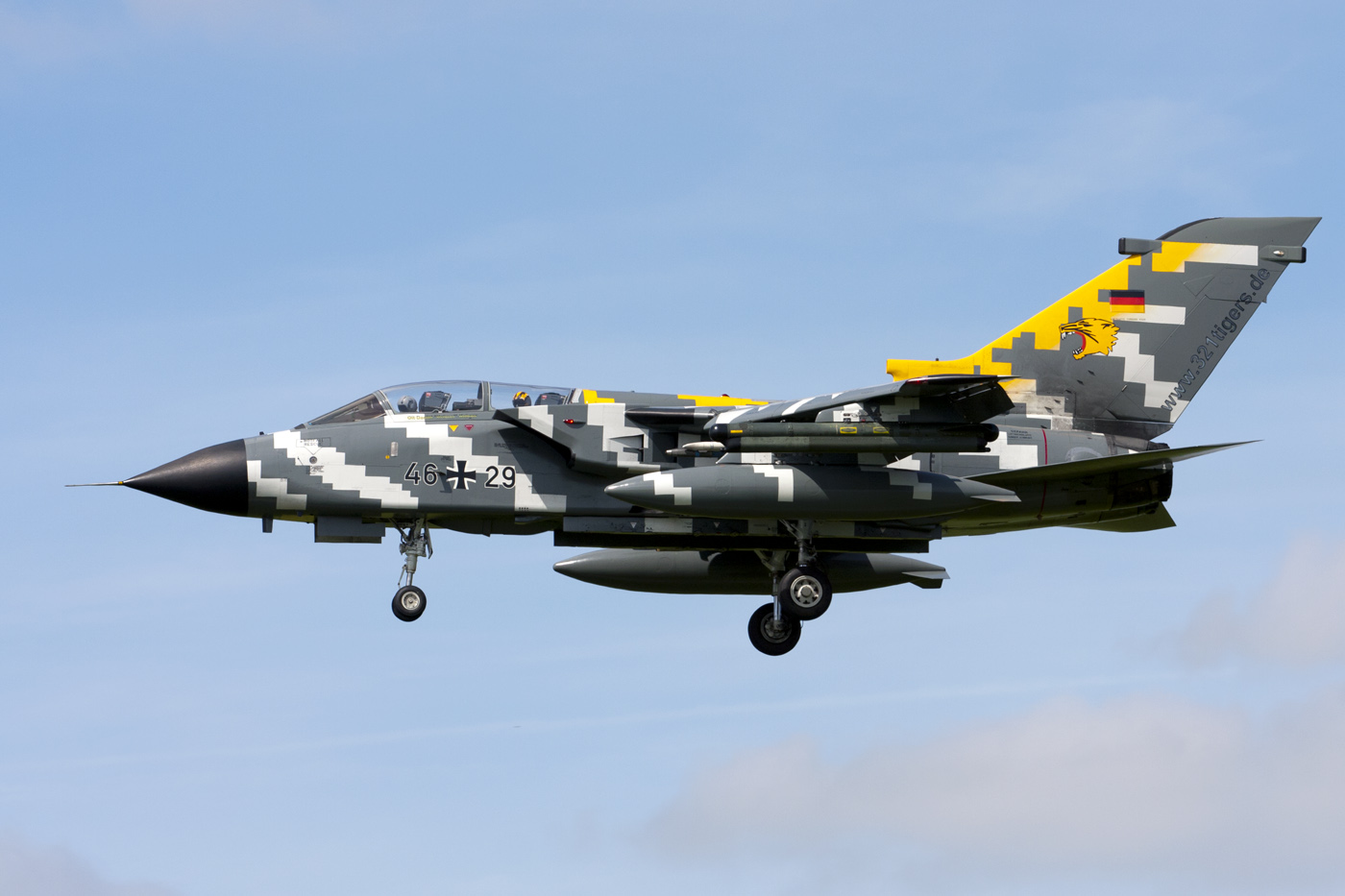
NATO Tiger Meet 2011: A Luftwaffe 46+29-es ECR-je
NATO Tiger Meet 2011: A Luftwaffe 46+33-as ECR-je
NATO Tiger Meet 2011: A Luftwaffe 45+51-es ECR-je
NATO Tiger Meet 2012: A Luftwaffe 45+85-ös IDS-e
NATO Tiger Meet 2013: A Luftwaffe 46+57-es ("Arctic Tiger") ECR-je
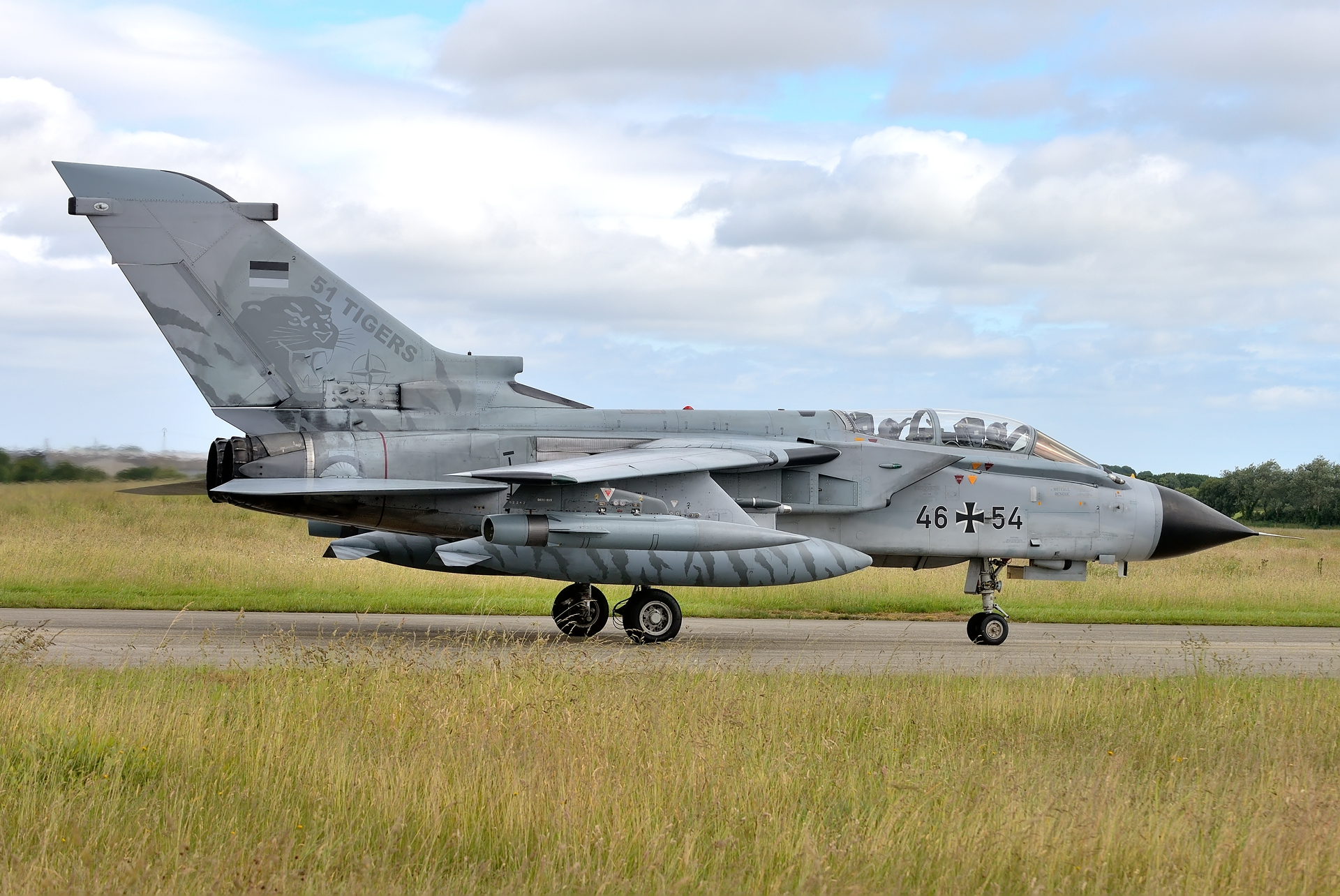
NATO Tiger Meet 2017: A Luftwaffe 46+54-es ECR-je

### Könyvek, monográfiák
- Bill Gunston: Panavia Tornado. Modern Combat Aircraft 6. Ian Allan Ltd, Shepperton, 1980, 1982. ISBN 0-7110-1009-9
- Rolls-Royce: The Jet Engine. 1996, 5. kiadás. 168–179. o. ISBN 0 902121 2 35
- Ashley, Glen. Panavia Tornado (angol nyelven). Squadron/Signal Publications, Aircraft in Action No.111 (1991). ISBN 0-89747-234-9

#### Folyóiratcikkek
- A World Air Power Journal folyóirat cikkei:
  -  (1991. tavasz) Desert Storm: The First Phase. World Air Power Journal 1991 (5), 24–35. o.

### Fotógalériák
- militaryaircraft.de: Panavia Tornado PA-200; Panavia Tornado F.3

### Filmek
- Panavia Tornado Dokumentation Teil 1 (1/5) – youtube.com (németül)
- Panavia Tornado Dokumentation Teil 2 (2/5) – youtube.com (németül)
- Panavia Tornado Dokumentation Teil 3 (3/5) – youtube.com (németül)
- Panavia Tornado Dokumentation Teil 4 (4/5) – youtube.com (németül)
- Panavia Tornado Dokumentation Teil 5 (5/5) – youtube.com (németül)
- Az MW–1 tesztelése az egyik (5.?) prototípuson – youtube.com